# Sara Errani
Sara Errani (Bologna, 29 aprile 1987) è una tennista italiana.
Considerata una delle migliori tenniste italiane di sempre, è l'italiana più titolata con 47 successi nel circuito maggiore (9 in singolare, 35 in doppio e 3 in doppio misto). È inoltre la tennista italiana con il maggior numero di vittorie complessive in singolare (689, di cui 400 nel circuito maggiore). Finalista al Roland Garros e semifinalista agli US Open nel 2012, ha raggiunto la quinta posizione della classifica mondiale, concludendo due stagioni da numero uno d'Italia, e si è aggiudicata quattro volte la Fed Cup con l'Italia nel 2009, 2010, 2013 e 2024.
Tra le più forti e titolate doppiste dell'era Open, è stata numero uno del mondo per quasi tre anni consecutivi, ed insieme a Roberta Vinci si è aggiudicata ventidue tornei del circuito maggiore, tra cui tutte le prove del Grande Slam, unica coppia italiana ad avere completato il Career Grand Slam (la vittoria di tutti e quattro i tornei dello Slam almeno una volta) e la quinta coppia in assoluto ad avere vinto più Slam (5) nella storia del tennis femminile. Insieme a Jasmine Paolini ha trionfato al Roland Garros nel 2025 e agli Internazionali d'Italia nel 2024 e nel 2025. Inoltre, sempre con Paolini, ha vinto la prima medaglia d'oro olimpica nella storia del tennis italiano a Parigi, cosa che ha permesso a Errani di completare il Career Golden Slam. Successivamente, in coppia con Andrea Vavassori, ha trionfato nel doppio misto agli US Open, ad Indian Wells e al Roland Garros.
Nell'agosto 2017, a causa di un controllo antidoping fallito nel mese di febbraio, è stata squalificata per due mesi dall'ITF, pena prolungata di altri otto mesi nel giugno 2018 dal TAS.
Con un montepremi di oltre 16 000 000 di dollari, è la tennista italiana che ha ottenuto i maggiori guadagni.

## Biografia
È nata a Bologna il 29 aprile 1987 ma è cresciuta a Massa Lombarda in Romagna, in provincia di Ravenna, dove i suoi genitori si trasferirono quando lei aveva 2 anni. Sara Errani è stata avviata al gioco del tennis dal padre Giorgio che l'ha iscritta, all'età di cinque anni, al circolo di Villa Bolis di Barbiano di Cotignola (Ravenna). Allenata da Pablo Lozano e David Andres e seguita costantemente dal fratello Davide (ex calciatore professionista), a dodici anni è volata in Florida per la prestigiosa Accademia di Nick Bollettieri per dieci mesi. È diventata ufficialmente professionista nel 2002. La sua superficie preferita è la terra rossa, sulla quale ha ottenuto gran parte delle sue vittorie, ma si esprime ottimamente anche sul cemento. Si ispira al tennista spagnolo David Ferrer.

## Carriera

### 2007 - Prima partecipazione a uno Slam
Nel 2007 ha ottenuto i suoi primi buoni risultati nel circuito WTA, raggiungendo la semifinale in tre tornei: ad Acapulco (sconfitta da Flavia Pennetta), a Palermo (sconfitta da Ágnes Szávay), e a Bali (sconfitta da Lindsay Davenport). Ha partecipato con assiduità ai tornei ITF, raggiungendo la finale a Cuneo, e vincendo il torneo di Galatina. Agli U.S. Open si qualifica per la prima volta al tabellone principale di uno Slam, ma viene sconfitta al secondo turno.

### 2008 - Il 1º e il 2º titolo in carriera
Il primo torneo WTA vinto da Errani è stato quello degli Internazionali Femminili di Palermo nella cui finale, svoltasi il 13 luglio 2008, ha sconfitto l'ucraina Marija Korytceva con un secco 6–2, 6–3. A Palermo si è imposta anche in doppio assieme alla spagnola Nuria Llagostera Vives. Due settimane dopo ha concesso il bis sul cemento di Portorose in Slovenia, dove ha superato in finale la Medina Garrigues per 6–3, 6–3. I due tornei consecutivi conquistati le hanno fatto guadagnare molte posizioni nel ranking WTA, fino al n. 43. Ha fatto parte della spedizione olimpica italiana nei Giochi della XXIX Olimpiade di Pechino 2008, uscendo al primo turno del singolare.

### 2009 - Trionfo in Fed Cup
Nel 2009 ha conquistato due finali, negli stessi tornei dell'anno prima. Questa volta, agli Internazionali Femminili di Palermo, ha dovuto cedere a Flavia Pennetta, mentre a Portorose si è resa protagonista di un'inattesa battaglia contro la numero 1 del ranking Dinara Safina, uscendo sconfitta solo per 7–5 al terzo set. Nelle prove del Grande Slam non ottiene risultati particolarmente gratificanti: terzo turno in Australia, primo turno a Parigi, secondo turno a Wimbledon e terzo turno agli Us Open. Il 9 novembre 2009 si aggiudica la sua prima Fed Cup, grazie al successo dell'Italia sugli Stati Uniti per 4–0 a Reggio Calabria. Fu in quella Fed Cup che per la prima volta Sara Errani fece coppia con Roberta Vinci: l'8 febbraio 2009 il doppio Errani-Vinci si impose in due set sulle francesi Bremond/Dechy.

### 2010 - Seconda Fed Cup

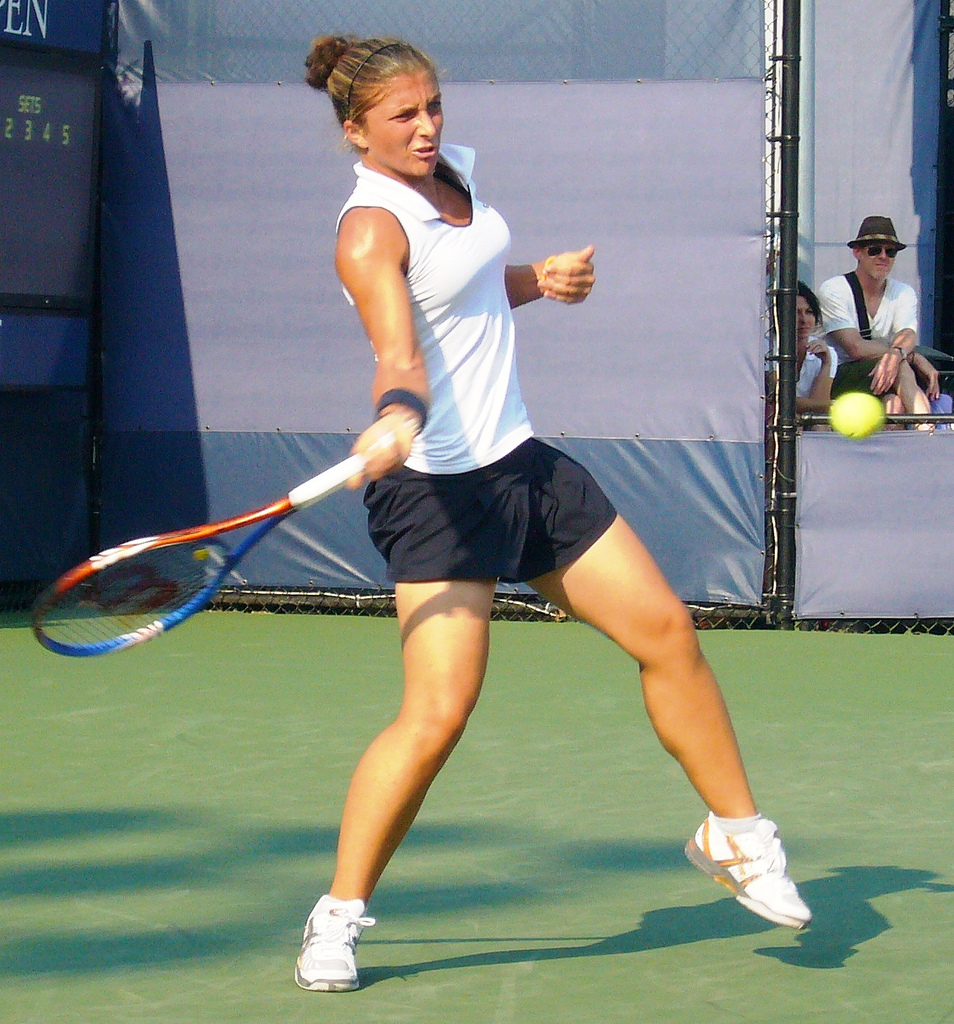
Errani nel 2010 agli US Open

L'inizio del 2010 per Errani è abbastanza buono. Ottiene vittorie importanti in Fed Cup con la nazionale italiana contro Ucraina e Repubblica Ceca. A livello personale, nel mese di aprile, trionfa nei tornei di doppio di Marbella e di Barcellona con la compagna di nazionale oltre che amica Roberta Vinci. Viene eliminata al primo turno nel torneo WTA di Stoccarda, a Madrid, agli Internazionali d'Italia, e al Roland Garros. A Wimbledon arriva fino al terzo turno, dove viene eliminata da Agnieszka Radwańska. Agli US Open cede a Samantha Stosur nel terzo turno. Il 7 novembre 2010 si aggiudica con la nazionale italiana la Fed Cup battendo nuovamente la squadra statunitense.

### 2011 - 5º finale WTA
Inizia la stagione 2011 uscendo al debutto del torneo di Brisbane. Fa meglio ad Hobart giungendo al terzo turno contro la cinese Peng Shuai in singolare, mentre conquista il titolo nel doppio in coppia con Vinci. Agli Australian Open viene eliminata al primo turno. Manca il titolo nella finale singolare del torneo di Pattaya per mano dalla slovacca Daniela Hantuchová, ma prevale nel doppio insieme a Vinci. Al torneo WTA di Marbella e di Barcellona,viene fermata in semifinale rispettivamente da Viktoryja Azaranka, vincitrice poi del torneo, e da Lucie Hradecká. La sua stagione sul rosso non è delle migliori, si ferma infatti al secondo turno a Madrid, Roma e Parigi. E anche sull'erba di Wimbledon. Nel corso del finale di stagione non andrà oltre i quarti di finale, raggiunti a Budapest e Palermo. Proprio a Palermo trionferà in doppio, sempre in coppia con Vinci, conquistando il terzo titolo stagionale.

### 2012 - Anno di successi
Agli Australian Open raggiunge per la prima volta i quarti di finale di un torneo del Grande Slam contro Petra Kvitová. Nello stesso torneo raggiunge anche la finale del doppio in coppia con Vinci (prima coppia italiana a disputare una finale di doppio femminile in un torneo del Grande Slam), nella quale vengono sconfitte dalla coppia russa formata da Svetlana Kuznecova e Vera Zvonarëva. Il 4 marzo successivo si aggiudica il Torneo di Acapulco vincendo il derby italiano in finale contro Flavia Pennetta in tre set 
5-7 7-6 6-0.  Qui si aggiudica anche il torneo di doppio in coppia con Vinci contro le spagnole Lourdes Domínguez Lino/ Arantxa Parra Santonja.
Un mese dopo vince il suo secondo torneo stagionale, quarto complessivo, sconfiggendo nella finale di Barcellona la slovacca Dominika Cibulková in due set con un doppio 6-2. Anche qui bissa il successo in doppio (in coppia con Vinci), riuscendo, così, a vincere per due volte sia singolare che doppio in due diversi tornei, l'ultima a farlo fu Serena Williams nel 2009 In aprile prende parte alla semifinale di Fed Cup tra Repubblica Ceca ed Italia, a Ostrava. Perde il suo primo incontro contro la più quotata Petra Kvitová. Vince, a giochi fatti con l'Italia eliminata, il suo secondo incontro contro Andrea Hlaváčková, salendo così a 22 vittorie stagionali.
A maggio si impone anche a Budapest a spese della russa Elena Vesnina, in due set. Durante il torneo perde solo un set al secondo turno da Melinda Czink. Con questo successo si porta a quindici vittorie consecutive su terra rossa e tre titoli WTA nel 2012, eguagliando così il record stabilito nel 2011 da Roberta Vinci. Raggiunge il suo best ranking alla 24ª posizione, mentre è settima nella classifica valida per le WTA Finals. La sua striscia positiva sulla terra rossa subisce una battuta d'arresto al secondo turno del WTA Mandatory di Madrid dove, dopo avere sconfitto al primo turno Chanelle Scheepers eguagliando Dinara Safina a sedici vittorie consecutive, viene battuta da Radwańska. Nonostante questa eliminazione conduce un brillante torneo in doppio in coppia con Vinci, aggiudicandosi il titolo sconfiggendo in finale la coppia formata dalle russe Ekaterina Makarova e Elena Vesnina per 6–1, 3–6, [10–4]. Si tratta del quarto titolo in doppio dell'anno (dodicesimo in carriera) e del più importante della carriera, poiché Premier Mandatory.
Grazie a questo successo le due salgono al primo posto della classifica valida per le WTA Finals. Partecipa al WTA di Roma dove si ferma al secondo turno, sconfitta da Samantha Stosur. Tuttavia vince il torneo di doppio in coppia con Vinci nel remake della finale di Madrid. Ottimi risultati agli Open di Francia 2012. Elimina al terzo turno la serba Ana Ivanović, Svetlana Kuznecova agli ottavi e raggiunge una storica semifinale, (seconda italiana a riuscirci nell'era Open dopo Francesca Schiavone), superando nei quarti la tedesca Angelique Kerber, e siglando al contempo la sua prima vittoria contro una top-10.

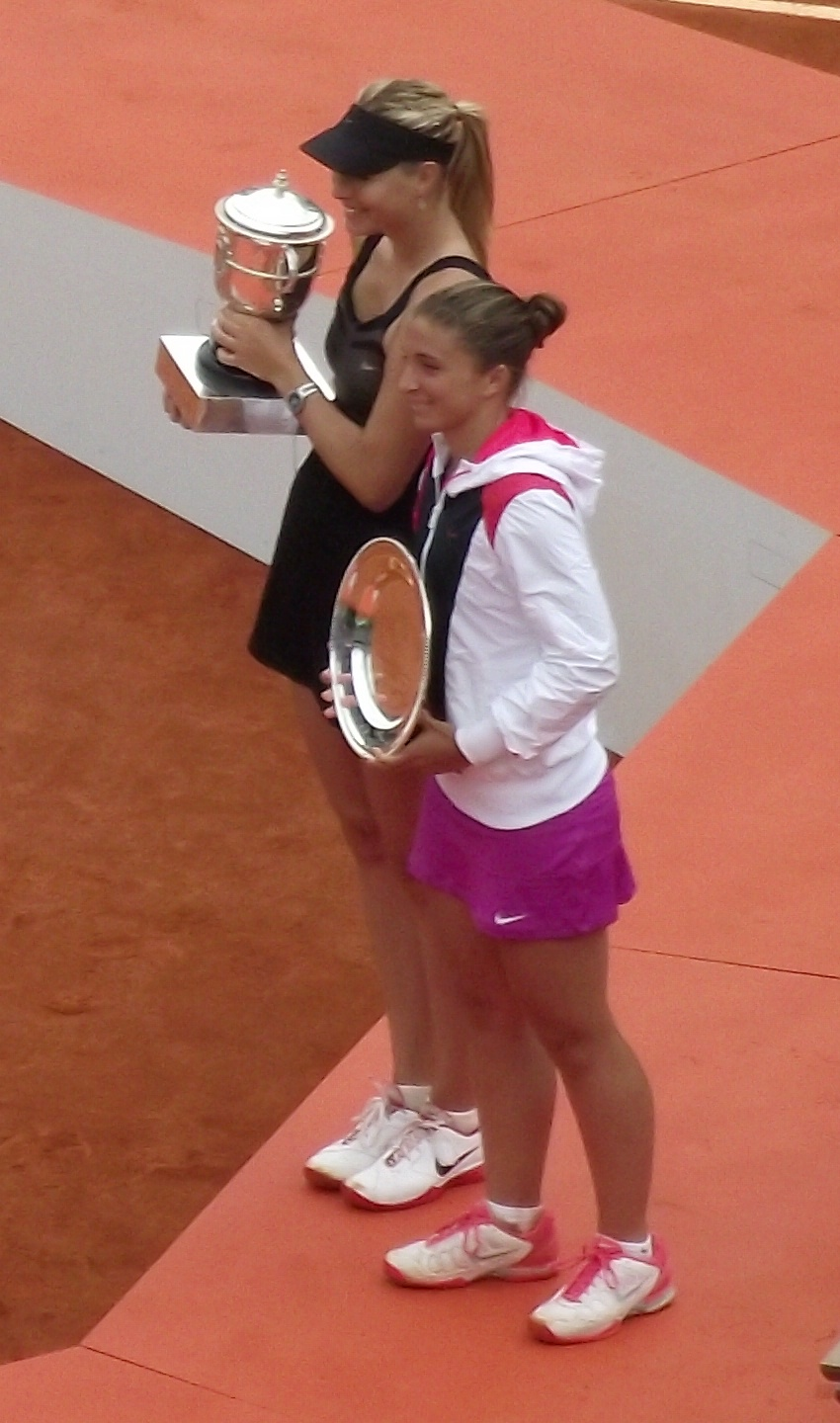
Errani (in primo piano) e Maria Sharapova durante la premiazione degli Open di Francia 2012

Dopo la vittoria su Samantha Stosur, altra top-10, accede alla finale del Roland Garros, seconda italiana di sempre dietro Schiavone, per la prima volta nella sua carriera. Qui viene sconfitta per 6–3, 6–2 dalla testa di serie n.2, Marija Šarapova che raggiunge la vetta del raking, mentre Errani entra in top-10.
L'8 giugno 2012, in coppia con Roberta Vinci, conquista il titolo nel doppio dell'Open di Francia battendo la coppia Marija Kirilenko/Nadia Petrova con il risultato di 4–6, 6–4, 6–2. Per loro è il sesto titolo dell'anno, quattordicesimo complessivo. Grazie a questa vittoria la coppia diventa il primo doppio italiano femminile a vincere un torneo del Grande Slam. Errani inoltre diventa la terza giocatrice mondiale (dopo Kim Clijsters e Mary Pierce) a raggiungere la finale di Parigi sia nel singolare che nel doppio. Grazie al trionfo nel torneo di doppio sale al terzo posto del ranking WTA di specialità. Nelle classifiche per le WTA Finals si trova al quarto posto nel singolo e conferma il primo nel doppio.
A Wimbledon esce al terzo turno, battuta da Jaroslava Švedova. Nel primo set non riesce a conquistare neanche un punto, subendo in soli quindici minuti un parziale di 24 punti a 0. Solo nel tennis maschile, prima di questo clamoroso risultato, si era verificato il cosiddetto golden set (set in cui l'avversario perdente non conquista neanche un punto) nel 1983 e lo mise a segno Bill Scanlon contro Marcos Hocevar nel primo turno del torneo di Delray Beach. In estate prende parte ai Giochi della XXX Olimpiade di Londra 2012 partecipando a tutte e tre le discipline: in singolare e nel doppio misto viene subito sconfitta, nel doppio femminile, in coppia con Vinci, invece approda ai quarti di finale contro le sorelle Williams (poi medaglie d'oro).
Agli Internazionali Femminili di Palermo trionfa in finale battendo Barbora Strýcová per 6–1, 6–3, senza cedere un set in tutto il torneo. Si tratta del quarto titolo dell'anno per l'emiliana, record per una tennista italiana. Alla Rogers Cup, viene fermata da Li Na agli ottavi di finale, stesso traguardo ottenuto a Cincinnati, opposta a Venus Williams. Prima dell'inizio degli US Open, partecipa al Pilot Pen Tennis dove raggiunge la semifinale contro la numero 5 al mondo Petra Kvitová.

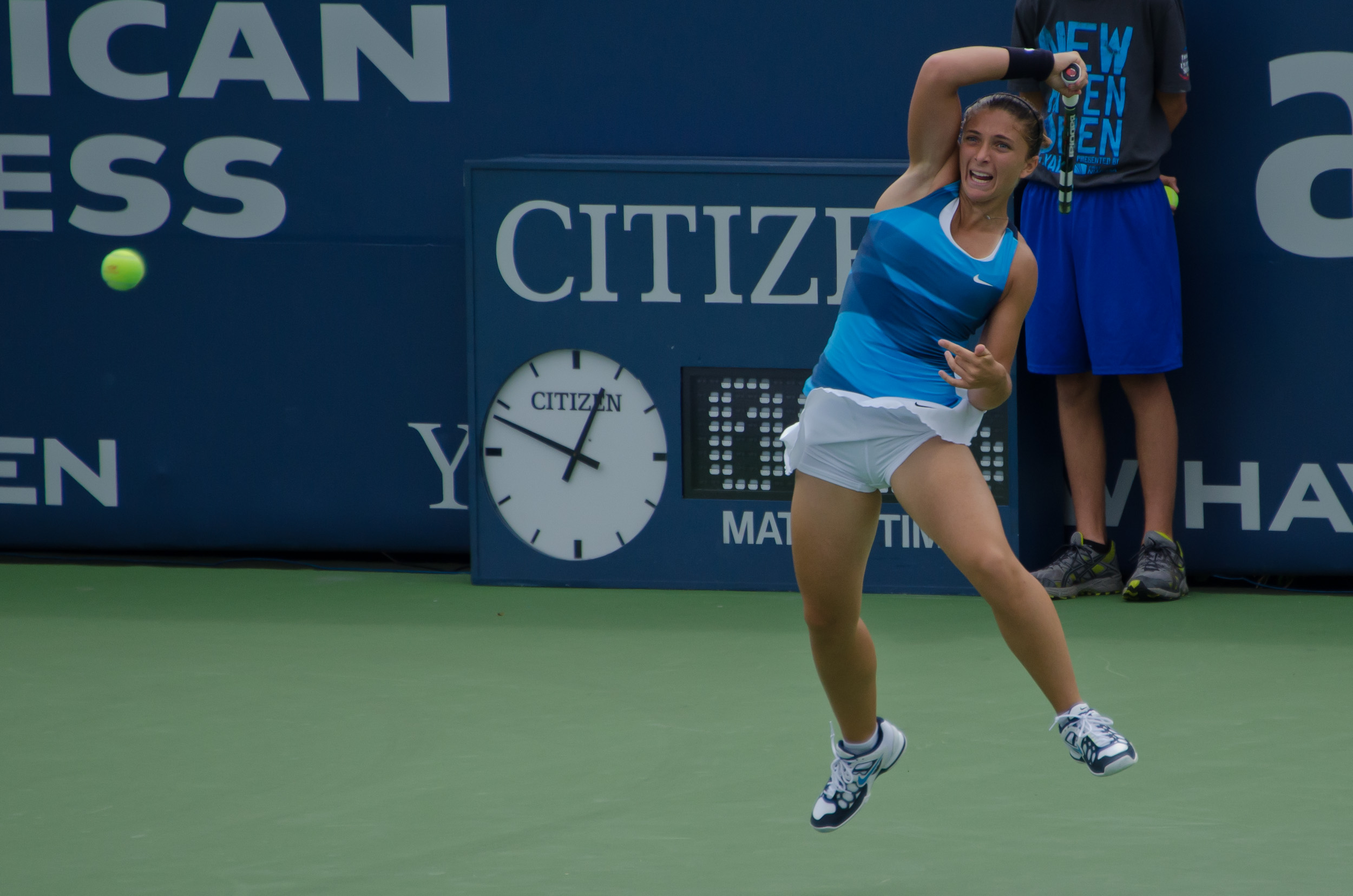
Errani al Pilot Pen Tennis di New Haven

Agli US Open supera fra le altre la spagnola Garbiñe Muguruza e la tedesca Angelique Kerber, prima del successo sulla compagna di doppio Roberta Vinci, diventando la prima italiana dell'era Open (nel 1930 l'impresa era riuscita a Maud Rosenbaum) a raggiungere la semifinale nell'ultimo Major stagionale. Il cammino nello slam newyorchese finisce in semifinale contro l'americana Serena Williams che si impone nettamente per 6–1, 6–2. Prevale nel torneo di doppio insieme a Vinci sconfiggendo in finale le ceche Hlaváčková/Hradecká. Si tratta del sedicesimo titolo di doppio, e secondo Slam. Nessuna coppia italiana aveva mai vinto prima due Slam nello stesso anno. Nell'ultima settimana di settembre raggiunge i quarti a Tokyo; la settimana seguente è costretta a ritirarsi dal torneo di Pechino per un infortunio alla coscia sinistra.
A fine stagione si presenta al Masters dove è qualificata sia nel doppio con Vinci che in singolare: è la prima italiana in assoluto a compiere tale impresa, e la quinta giocatrice al mondo - nell'attuale formato - dopo Kuznecova nel 2003, Clijsters nel 2004 e le sorelle Williams nel 2009. Nel round robin viene sconfitta da Šarapova. Nella seconda giornata supera Stosur. Per accedere alle semifinali è necessario vincere anche il terzo match contro Agnieszka Radwańska, ma si deve arrendere alla polacca. Non va meglio nel doppio dove viene sconfitta dal team russo Kirilenko/Petrova per 1–6, 6–3, [10–4]. È comunque la quinta giocatrice mondiale a qualificarsi per il Master, sia in singolo che in doppio. Raggiunge il sesto posto nel ranking WTA, coronando un anno pieno di successi, chiuso con 55 vittorie a fronte di 22 sconfitte nel singolare (quattro titoli conquistati e una finale Slam) e 52 vittorie a fronte di dieci sconfitte nel doppio (otto titoli tra cui due Slam).

### 2013 - Il successo continua

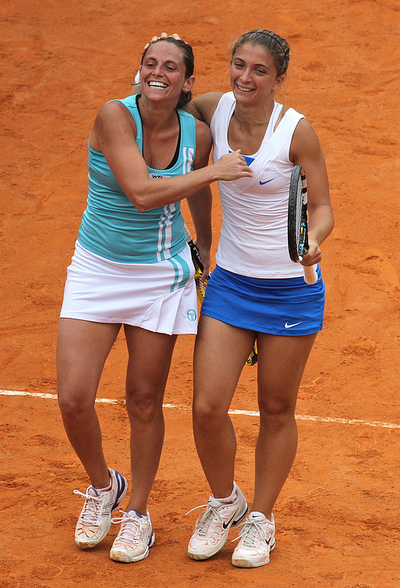
Errani con la sua compagna di doppio Roberta Vinci a Roma, dopo la vittoria agli Internazionali d'Italia 2013

Inizia l'anno partecipando al torneo Brisbane International fermandosi al secondo turno, nel doppio con Vinci giunge invece alla semifinale. Si sposta a Sydney, dove viene eliminata ai quarti di finale del singolare mentre giunge in finale nel doppio. Agli Australian Open perde al primo turno contro la spagnola Carla Suárez Navarro. Nel doppio con Vinci tuttavia si prende la rivincita: dopo avere battuto ai quarti di finale le sorelle Williams per 3–6, 7–6(1), 7–5, la coppia raggiunge la finale dove battono le wildcard australiane Ashleigh Barty e Casey Dellacqua per 6–2, 3–6, 6–2, conquistando il primo titolo in Australia e il terzo Slam degli ultimi quattro disputati.
All'Open GDF Suez raggiunge facilmente la finale in singolare, dove però viene sconfitta dalla tedesca Mona Barthel; tuttavia nel doppio si riscatta surclassando la coppia formata da Andrea Hlaváčková e Liezel Huber con doppio 6–1. Partecipa agli ottavi di finale della Fed Cup giocati a Rimini vincendo l'ultima partita di doppio.
La settimana successiva prende parte al Qatar Total Open di Doha dove cede nei quarti a Viktoryja Azaranka, numero 1 del mondo. Nel doppio con Vinci conquista il titolo battendo in finale per 2–6, 6–3, [10–6] la coppia formata da Petrova e Srebotnik, conquistando il terzo torneo dell'anno. A febbraio prende parte al Dubai Tennis Championships, dove arriva in finale contro Petra Kvitová che prevale in tre set.
Al torneo di Acapulco, da testa di serie numero 1, dopo avere battuto fra le altre Bouchard, Bertens e Cornet senza concedere un set, raggiunge la terza finale stagionale in cui supera nettamente Suárez Navarro con il punteggio di 6–0, 6–4, conquistando così il suo primo titolo stagionale ed il settimo in carriera. Dopo la vittoria vola in America per partecipare al torneo di Indian Wells in cui si spinge fino ai quarti contro la numero 3 del mondo Šarapova. Al torneo di Miami batte la rumena Simona Halep con un nettissimo 6–1, 6–0 e l'ex numero uno del mondo Ana Ivanović, prima di arrendersi nei quarti sempre a Šarapova. In aprile gioca la semifinale di Fed Cup a Palermo contro la Repubblica Ceca, bicampionesse uscenti. Vince il primo singolare contro Lucie Šafářová, ma perde il secondo contro Petra Kvitová.
La settimana successiva al torneo di Stoccarda perde al secondo turno contro Bethanie Mattek-Sands, portando in questo modo il parziale di game consecutivi persi a 17. Esordisce a Madrid, dove raggiunge il terzo quarto di finale consecutivo in un WTA Premier Mandatory, prima italiana a riuscire nell'impresa; in cui batte Ekaterina Makarova, centrando per la prima volta la semifinale di un torneo Mandatory; qui si ferma la sua corsa perdendo dalla numero 1 del mondo Serena Williams.

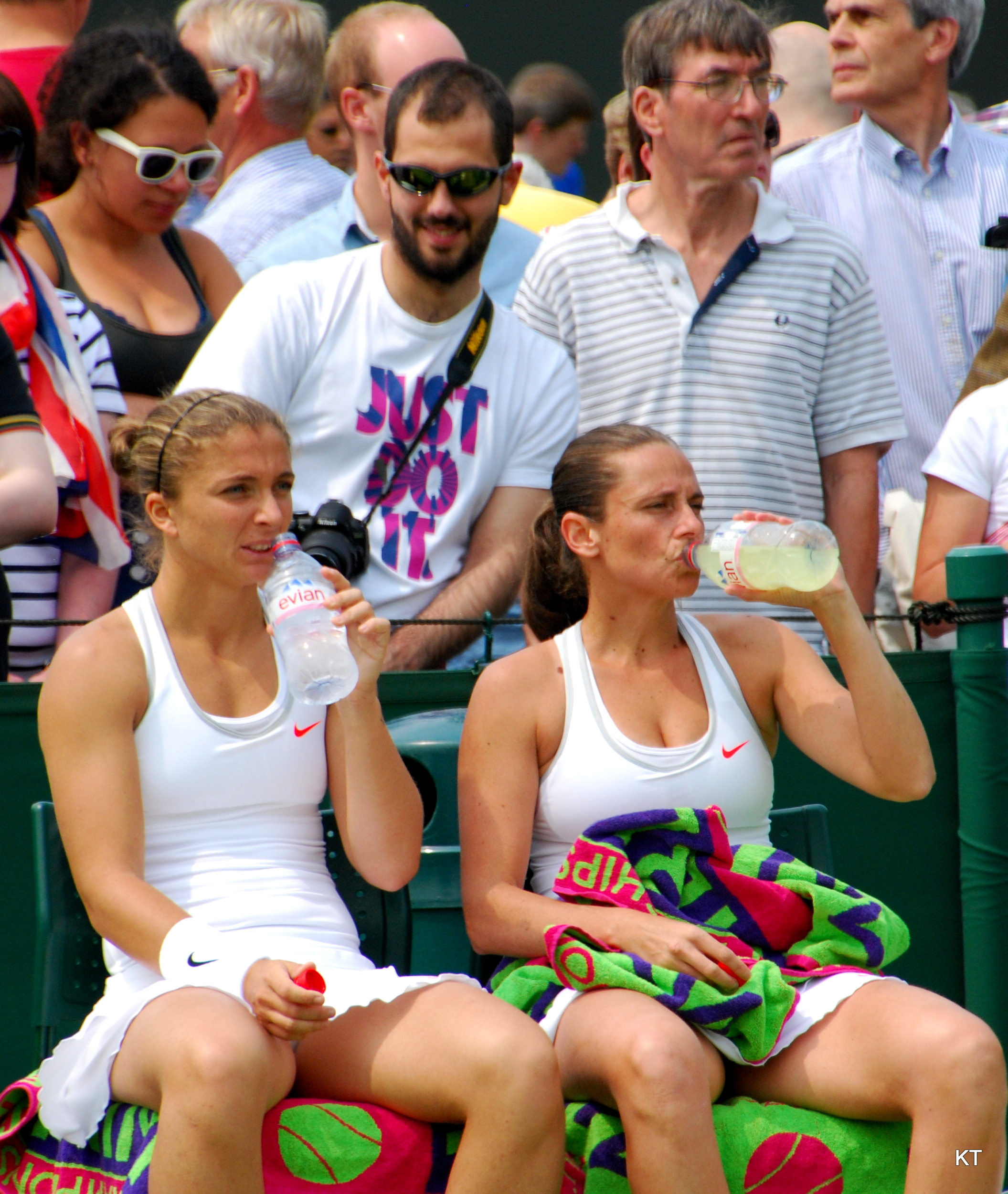
Errani e Vinci durante il torneo di Wimbledon del 2013

Agli Internazionali d'Italia batte l'americana Christina McHale, approfitta poi dei ritiri delle russe Marija Kirilenko (problema al ginocchio sotto di un set e mezzo) e di Marija Šarapova (forfait dovuto a uno stato febbrile) per approdare direttamente in semifinale, dove perde contro Viktoryja Azaranka. In coppia con Vinci perde la finale di doppio in favore della coppia formata da Hsieh Su-wei e Peng Shuai.
Agli Open di Francia giunge agli ottavi senza difficoltà. Grazie ad un problema al diaframma sul 5–5 del primo set contro Carla Suárez Navarro supera il turno per battere poi la nº4 del ranking mondiale, Agnieszka Radwańska, diventando la prima tennista italiana a raggiungere per tre volte la semifinale di un torneo del Grande Slam dove trova ancora una volta, Serena Williams ad attenderla e grazie al suo gioco potente e preciso Errani si deve arrendere per 6–0, 6–1 in appena 46 minuti. Nel torneo di doppio, in coppia con Roberta Vinci, non replicano il bis del 2012: le due perdono contro il quotato duo russo formato da Makarova/Vesnina.
A Wimbledon viene eliminata al primo turno nel singolare e anche nel doppio. A luglio arriva in finale al torneo di Palermo contro la sua compagna di doppio, Vinci che s'impone per la prima volta a Palermo.
Debutta sul cemento americano del Canada Open, dove raggiunge per la prima volta i quarti battuta da Agnieszka Radwańska in due lottatissimi set. Gioca quindi il torneo di Cincinnati in cui viene sconfitta di nuovo dalla compagna di doppio, stavolta al secondo turno. Perde inoltre anche il doppio contro Julia Görges e Barbora Strýcová. Esordisce positivamente agli US Open da testa di serie n.4 (unica tennista italiana nella storia in un Torneo del Grande Slam), ma perde al secondo turno contro la connazionale Flavia Pennetta. Prende parte alcune settimane dopo al torneo di Tokyo, uscendo all'esordio; mostra segnali di ripresa a Pechino, per poi cedere in tre set contro la sua "nemesi", Petra Kvitová.
Si qualifica sesta al Masters in singolare e prima al mondo in doppio con Vinci, in entrambe le specialità per il secondo anno consecutivo, prima tennista nella storia - nel formato attuale - a riuscire nell'impresa di qualificarsi al Masters in entrambe le specialità per due anni consecutivi.
Nel round robin viene sconfitta dalla nº 2 del ranking Azarenka, condizionata negli spostamenti da un infortunio al polpaccio avuto durante il tie-break; ripresasi da esso lotta contro Li Na, ma cede in due set; ormai matematicamente impossibilitata a raggiungere le semifinali, batte per la prima volta in carriera l'ex nº1 del mondo Jelena Janković.
Diventa in questo modo la prima italiana della storia ad avere vinto più di un match al Masters di fine anno con la formula delle prime otto.

### 2014 - Il Career Grand Slam in doppio
Il 2014 inizia con il Shenzen Open in cui si ferma al secondo turno. In Australia, al Medibank International di Sydney, viene estromessa dalla Pironkova ai quarti di finale. Nel primo Grande Slam dell'anno, l'Australian Open esce al primo turno contro la tedesca Julia Görges. Si rifà nel doppio dove, assieme a Vinci, conquista il titolo battendo in finale il duo russo Makarova/Vesnina in tre set per 6–4, 3–6, 7–5, bissando il successo del 2013. La settimana successiva partecipa all'Open Gaz de France di Parigi dove difende la finale dell'anno precedente. Riesce ad arrivare nuovamente in finale, ma perde ancora da Pavljučenkova.
A Doha, viene fermata al terzo incontro dalla futura vincitrice del torneo Simona Halep. In doppio con Vinci arriva in semifinale dove sono battute dalla coppia Peschke/Srebotnik. A Dubai rimedia un'uscita al primo turno in singolare e si ferma ai quarti in doppio con Vinci. Nel successivo torneo di Indian Wells viene eliminata al terzo turno da Eugenie Bouchard; nemmeno in doppio riesce ad avanzare nel torneo: viene infatti estromessa al primo turno.

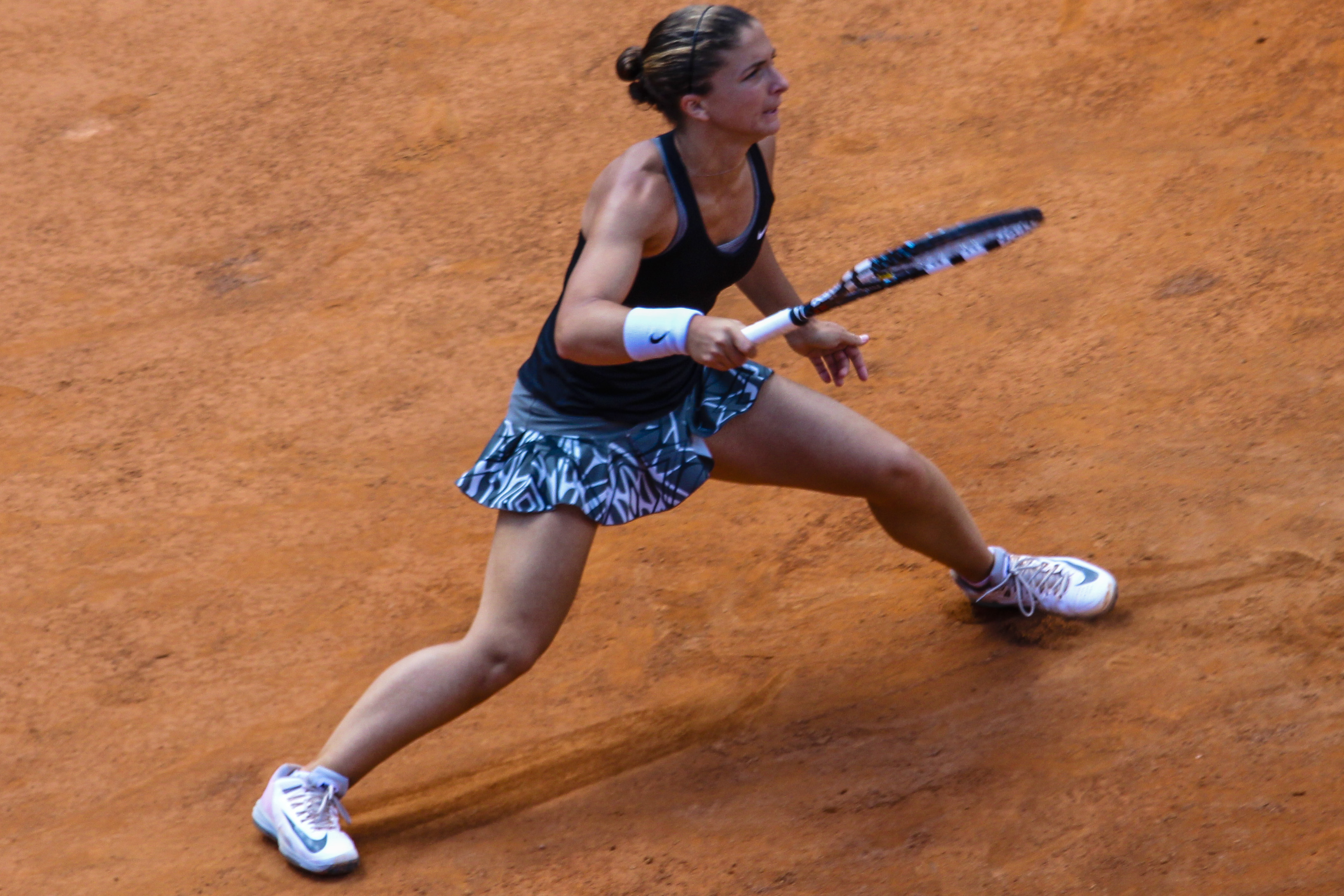
Errani agli Internazionali d'Italia 2014

A Miami viene eliminata al terzo turno dalla russa Makarova. In doppio, come nel torneo precedente torneo, viene eliminata al primo turno. A Charleston dopo aver approfittato del ritiro nel secondo set di Bertens e aver battuto Peng Shuai, esce a sorpresa nei quarti, sconfitta dalla giovane promessa svizzera Belinda Bencic. Successivamente al torneo di Stoccarda riesce a conquistare la semifinale dove trova la russa Šarapova che le lascia solo tre game. In doppio si riscatta conquistando in coppia con Vinci il titolo contro Cara Black/ Sania Mirza per 6–2, 6–3.
Sempre in coppia con Vinci raggiunge la finale del prestigioso torneo Premier Mandatory di Madrid vincendolo nella finale contro Suárez Navarro/Muguruza per 6–4, 6–3. Nello stesso torneo arriva agli ottavi di finale battendo Andrea Petković e Francesca Schiavone, ma viene estromessa da Caroline Garcia in tre set. Il 16 maggio 2014, agli Internazionali BNL d'Italia, la ventisettenne emiliana accede alle semifinali grazie alla vittoria sulla cinese Li Na, numero 2 mondiale. Questa è la prima vittoria in carriera di Errani contro una Top3. Il giorno seguente riporta un'italiana in finale, al Foro Italico, dopo 64 anni: raggiunge l'importante traguardo sconfiggendo la serba Jelena Janković (numero 8 del mondo) con il punteggio di 6–3, 7–5.

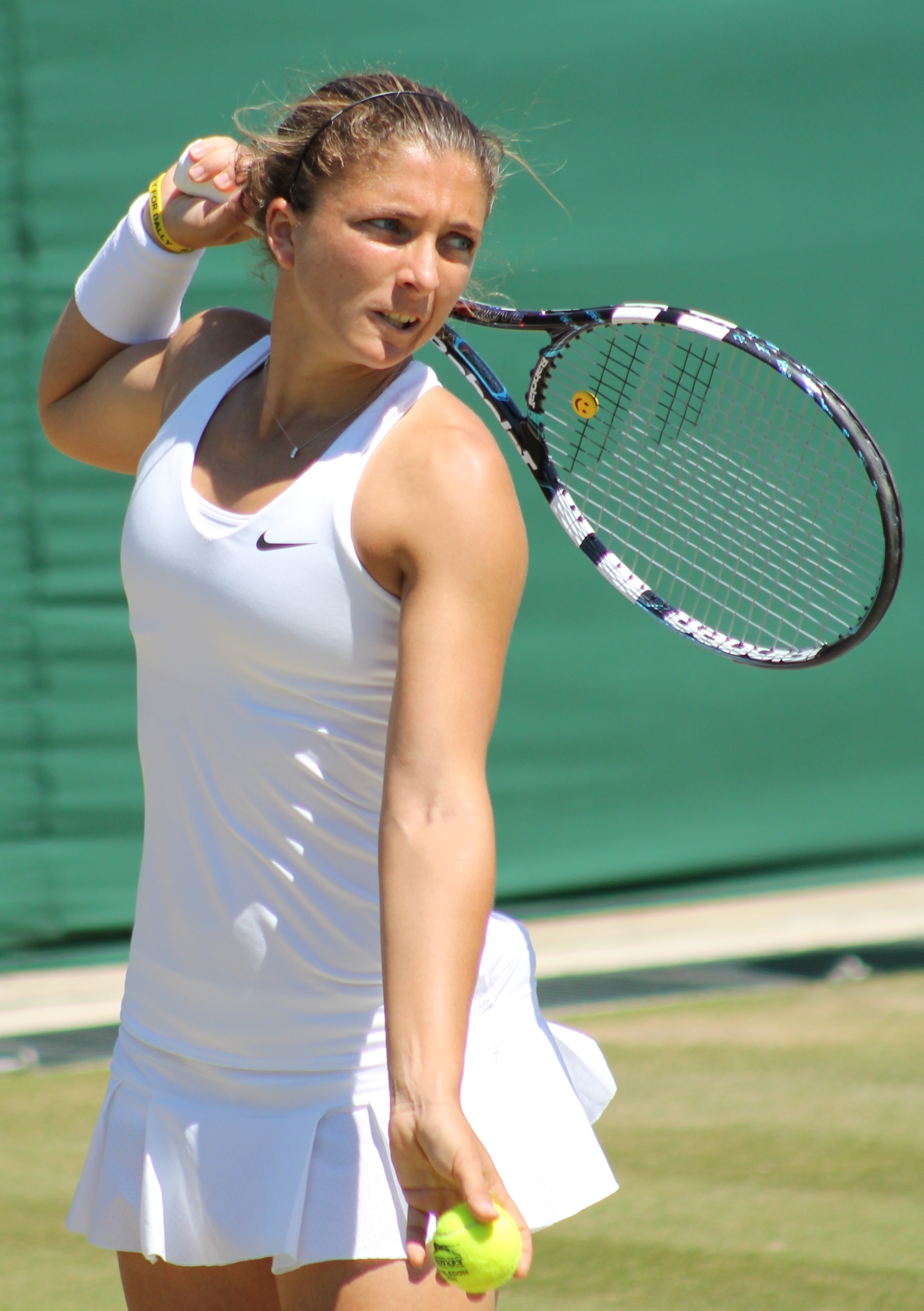
Errani al torneo di Wimbledon 2014

Lo stesso giorno, sconfiggendo Julia Görges e Anna-Lena Grönefeld in coppia con Vinci, accede alla finale per il doppio. In finale affronta la numero 1 del mondo Serena Williams, resistendo per buona parte della prima frazione. Sul finire del set, però, accusa un problema muscolare che ne compromette la gara, che termina 6–3, 6–0 in favore della statunitense. Nonostante la precaria condizione fisica, Errani scende poi in campo per disputare l'incontro conclusivo del torneo di doppio, ma si ritira dopo avere perso i primi quattro game del match contro la coppia Peschke/ Srebotnik.
All'Open di Francia centra i quarti per il terzo anno consecutivo. La sua corsa viene fermata dalla tedesca Andrea Petković, numero 28 del seeding, che la supera in due set. Al torneo di Wimbledon esce al primo turno nel singolare contro Caroline Garcia, mentre nel doppio, con la sua storica compagna Vinci, riesce a vincere il torneo battendo in finale la coppia Babos/Mladenovic per 6–1, 6–3. È la prima vittoria italiana a Wimbledon e grazie a essa la coppia azzurra torna a occupare la posizione numero 1 del ranking di doppio e conquista il Career Grand Slam avendo vinto almeno una volta tutti i quattro tornei dello Slam.
Partecipa al torneo Gastein Ladies in Austria in cui si spinge fino alle semifinali, dove viene eliminata da una sorprendente Shelby Rogers. La vittoria ottenuta su Siniaková nel corso del torneo è la n.400 della sua carriera nel circuito WTA.
Inizia la stagione sul cemento americano al Canadian Open dove, in singolare, viene eliminata al primo turno da Sabine Lisicki, nel doppio invece con Vinci ottiene il titolo per 7–6(4), 6–3 contro Black/Mirza, ventunesimo sigillo per la coppia italiana. A Cincinnati, dopo una battaglia al primo turno contro Yanina Wickmayer, si ferma al secondo turno, sconfitta sempre da Lisicki. In doppio non va oltre i quarti di finale. Nonostante una deludente stagione sul cemento americano, partecipa all'ultimo major stagionale dove sconfigge l'ex numero 1 al mondo Venus Williams (6–0, 0–6, 7–6) e la croata Mirjana Lučić-Baroni qualificandosi per la seconda volta nei quarti di finale. Il suo cammino però viene interrotto da un'ottima Caroline Wozniacki che la batte lasciandole solo un game. In doppio con Roberta Vinci viene fermata al secondo turno. Grazie ai punti conquistati a New York, diventa la seconda tennista italiana di sempre a raggiungere e superare i 10 000 000 $ in carriera dopo Francesca Schiavone. Non brilla invece nei tornei asiatici, battuta al secondo turno a Seul e all'esordio sia a Tokyo che a Pechino. Prende parte, insieme a Vinci, al Masters di doppio a Singapore per il terzo anno consecutivo; è costretta tuttavia al ritiro dopo appena tre game nel match d'esordio per un problema intercostale. Grazie comunque ad un'ottima stagione, il 20 novembre la WTA assegna alla coppia Errani/Vinci il premio come "Best Double Team of the year" (miglior coppia di doppio dell'anno, ndr) per la terza volta consecutiva dopo il 2012 e 2013, mentre la Federazione Internazionale Tennis (ITF) le nomina "Campionesse del Mondo" dell'anno.

### 2015 - Fine del sodalizio con Roberta Vinci
Inizia la stagione uscendo subito al primo turno nel torneo di Auckland e nel Premier di Sydney; in doppio invece con Vinci, si aggiudica il titolo nel primo torneo, il 25º della carriera, per 6–2, 6–1 contro il duo Shūko Aoyama e Renata Voráčová.
Agli Australian Open si arrende al terzo turno alla belga Yanina Wickmayer, anche in doppio con la Vinci non va oltre gli ottavi di finale. Un'amara delusione arriva nella sfida di primo turno di Fed Cup contro la Francia: dopo avere superato di misura Caroline Garcia viene sconfitta a sorpresa da Kristina Mladenovic; anche nel doppio con Vinci, vengono battute dalle due francesi con un netto 6–1, 6–2, non riuscendo quindi a far qualificare l'Italia alle semifinali.
Torna al successo in un torneo WTA a Rio de Janeiro grazie al successo contro Anna Karolína Schmiedlová per 7–6(2), 6–1; per Errani si tratta dell'ottavo torneo vinto in carriera. Prosegue la stagione partecipando al torneo di Acapulco dove si fa sorprendere dalla portoricana Mónica Puig negli ottavi di finale. Anche a Monterrey arriva facilmente in semifinale contro la futura vincitrice del torneo Timea Bacsinszky. Non brilla a Indian Well, eliminata in due set da Lisicki al terzo turno; non prende parte invece al torneo di doppio con Roberta Vinci, con la quale decide di porre fine alla loro collaborazione per concentrarsi al meglio sulla carriera in singolare. Le cose vanno leggermente meglio a Miami in cui batte Pavljučenkova e la spagnola Muguruza, raggiungendo così gli ottavi di finale dove viene ancora sconfitta da Sabine Lisicki in due netti set.
Inaugura la stagione sulla terra partecipando al torneo di Charleston in cui si spinge fino ai quarti di finale, dove si fa sorprendere dalla nº110 del mondo Lucie Hradecká.La settimana successiva torna a vestire la maglia della nazionale per la sfida di Play-Off in Fed Cup contro gli Stati Uniti: batte nettamente Lauren Davis mentre, il giorno seguente, tiene testa alla numero uno del mondo Serena Williams uscendo però sconfitta in due ore e mezza di gioco; disputa anche il doppio decisivo con Flavia Pennetta battendo la stessa Williams e Alison Riske nettamente e contribuendo quindi a fare rimanere l'Italia nel gruppo mondiale.

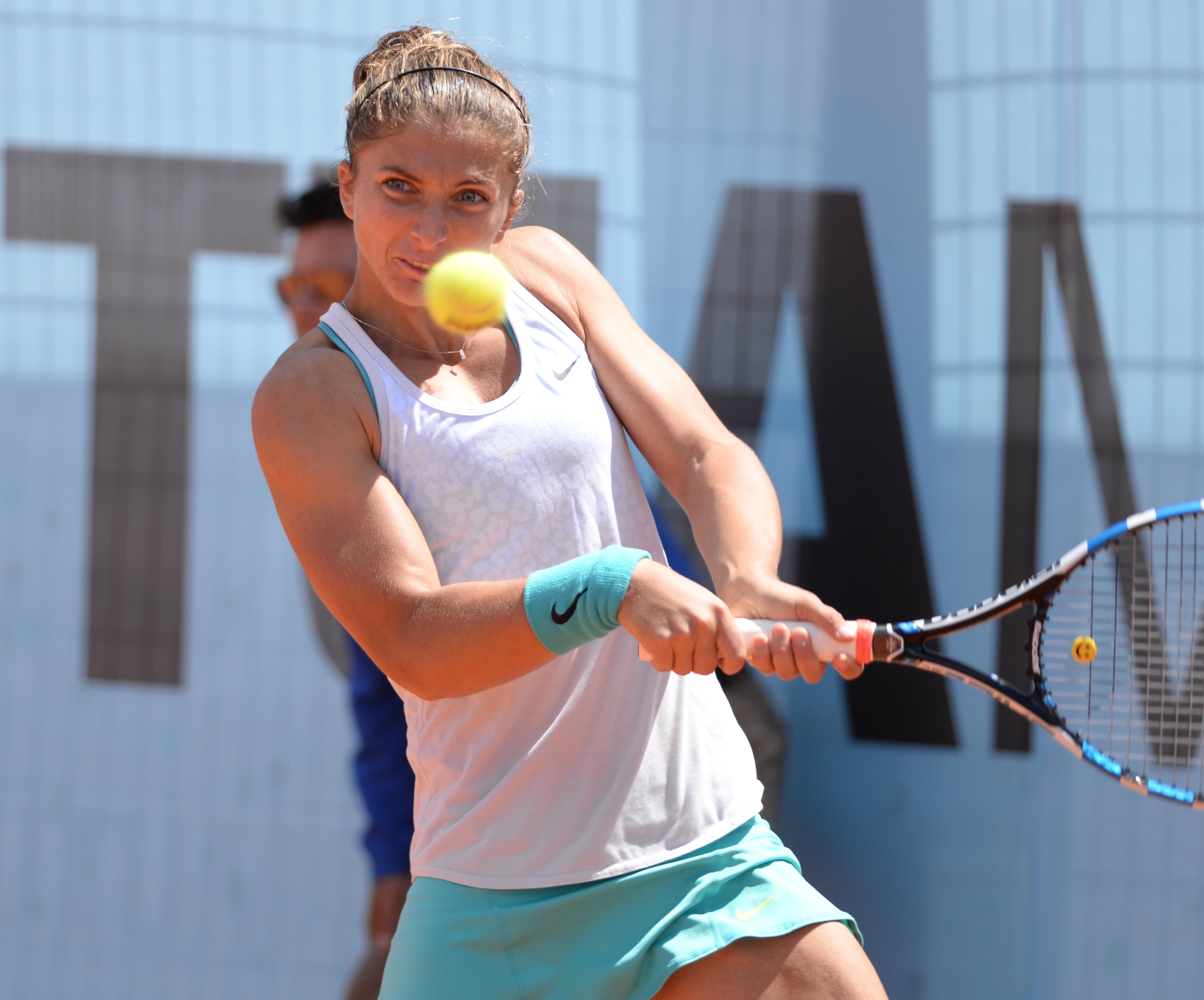
Errani al Mutua Madrid Open 2015

A Stoccarda si ferma ai quarti di finale contro la nº3 del mondo Simona Halep. A Madrid, invece, non sfrutta tre match-point e si fa sorprendere al secondo turno da Pavljučenkova. Stessa sorte nel torneo casalingo degli Internazionali d'Italia a Roma dove, da finalista in carica, viene estromessa al secondo turno da Christina McHale. Disputa invece un ottimo Roland Garros raggiungendo i quarti di finale per il quarto anno consecutivo battendo fra le altre Julia Görges, prima di subire la netta sconfitta contro Serena Williams.
Nel torneo Premier di Eastbourne supera di misura Barbora Strýcová, tornando così a vincere una partita sull'erba dopo tre anni; negli ottavi di finale cede a Dar'ja Gavrilova. Si presenta successivamente a Wimbledon eliminando all'esordio Francesca Schiavone prima di trovare Aleksandra Krunić, evidenziando ancora una volta le difficoltà nel giocare sull'erba londinese.

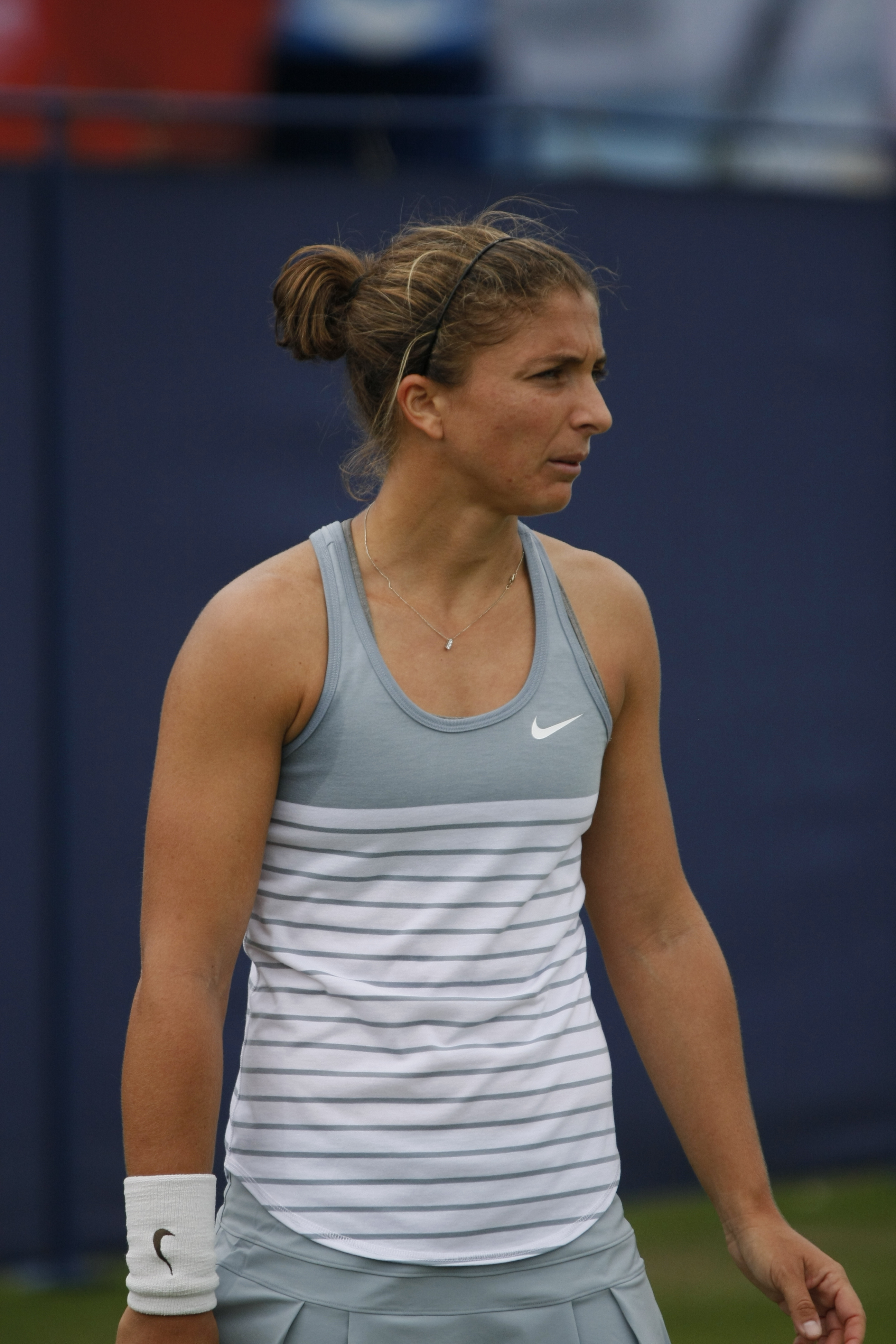
Errani al torneo WTA di Eastbourne 2015

Prende successivamente parte al torneo di Bucarest raggiungendo, per la seconda volta nell'anno la finale, stavolta però è Anna Karolína Schmiedlová ad avere la meglio. Si sposta a Bad Gastein dove conferma la semifinale dell'anno precedente (non senza qualche difficoltà battendo nel suo percorso), cedendo nel derby azzurro contro Karin Knapp.
Disputa un buon torneo alla Rogers Cup 2015 di Toronto, dove batte per la seconda volta in carriera l'ex n.1 del mondo Viktoryja Azaranka, raggiungendo la semifinale dove però viene fermata da Halep in due set molto combattuti. Agli US Open supera con qualche difficoltà Jeļena Ostapenko, prima di essere colpita da una fastidiosa influenza che le condiziona il terzo turno perso contro Samantha Stosur; si riscatta in doppio raggiungendo le semifinali in coppia con Pennetta (poi vincitrice del singolare).
Inizia la trasferta orientale partecipando al torneo di Guangzhou in cui raggiungendo la sesta semifinale della stagione persa contro la rivelazione del torneo Denisa Allertová che nel turno precedente aveva eliminato Halep.
Gioca un gran torneo invece nell'ultimo Premier Mandatory a Pechino, dove elimina all'esordio la numero 4 del mondo Petra Kvitová, supera poi Garcia e Petković raggiungendo così i quarti di finale, dove si fa rimontare e battere da Timea Bacsinszky; grazie a questo risultato diventa la prima tennista italiana di sempre a raggiungere almeno i quarti in tutti e quattro i tornei Premier Mandatory dell'anno dopo Indian Wells, Miami e Madrid dal 2013.
Finisce la stagione partecipando al WTA Elite Trophy di Zhuhai, dove non riesce a superare il girone, battuta da Jelena Janković (la serba non batteva l'italiana dal 2010), e poi da Karolína Plíšková.

### 2016 - Crisi di risultati
Non inizia nel migliore dei modi la stagione, battuta, nel torneo di Brisbane, dalla svizzera Bencic. A Sydney arriva ai quarti di finale contro Svetlana Kuznecova. Perde all'esordio degli Australian Open da Margarita Gasparjan accusando qualche dolore alla schiena. In Fed Cup subisce due sconfitte da Garcia e Mladenovic, non riuscendo a portare l'Italia in semifinale.
Si riprende al torneo Premier Dubai Tennis Championships dove vince il suo nono e più importante trofeo della carriera superando in finale Barbora Strýcová con il punteggio di 6–0, 6–2. Arriva solo al secondo turno, contro Tímea Babos, al torneo di Doha. Va meglio nel doppio insieme a Carla Suárez Navarro, futura vincitrice del singolare del torneo, riuscendo ad arrivare in finale dove vengono battute dalla coppia Chan / Chan. Partecipa al torneo di Monterrey come prima testa di serie, ma la sua corsa viene interrotta al secondo turno dall'estone Anett Kontaveit. Decide di giocare a Indian Wells dove esce anche qui al secondo turno, (al primo usufruiva di un bye in quanto testa di serie) per mano di Lesja Curenko. Nel torneo di doppio, però riesce a raggiungere la semifinale in coppia con Oksana Kalashnikova. La stessa situazione si ripete nel singolare di Miami, per mano stavolta di Naomi Ōsaka. Nel doppio, a differenza del torneo precedente, esce insieme a Carla Suárez Navarro al secondo turno.
Decide di partecipare al primo torneo in terra (verde) a Charleston dove riesce ad arrivare alle semifinali contro Elena Vesnina. Salta la sfida di Fed Cup contro la Spagna, valida per rimanere nel World Group, a causa di un fastidio alla gamba destra.
Esce al primo turno a Madrid, Roma, e Strasburgo, presentandosi al Roland Garros non in forma. Infatti esce immediatamente dal torneo parigino contro Cvetana Pironkova con la certezza di uscire dalla Top 20 del ranking a fine torneo.

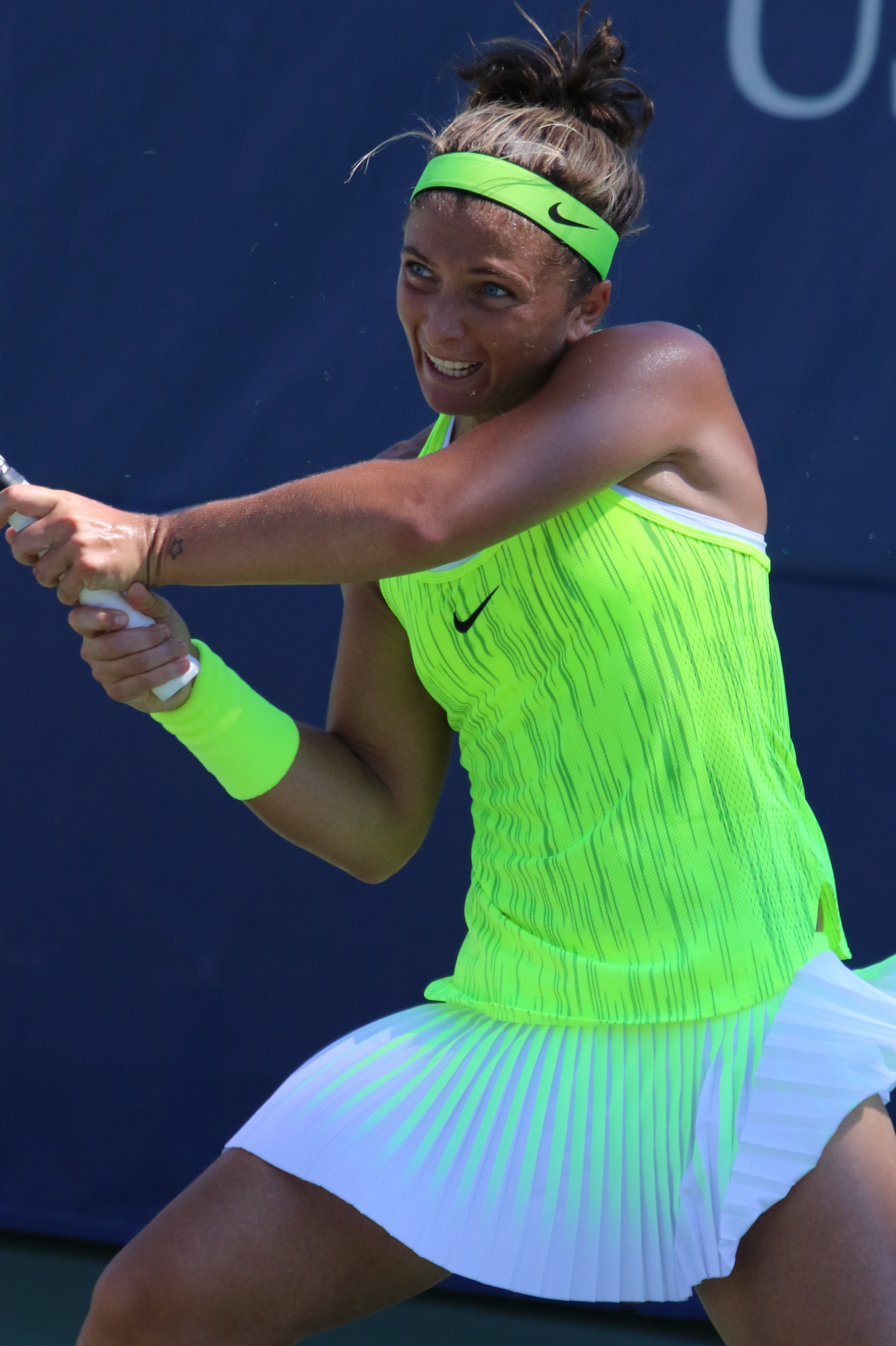
Errani agli US Open 2016

Nella stagione su erba esce al primo turno anche a Eastbourne. A Wimbledon batte all'esordio Patricia Maria Tig, per poi perdere al secondo turno contro Alizé Cornet per 7–6(4), 7–5 in una partita molto combattuta. Centra i quarti a Bucarest (eliminata da Anastasija Sevastova), e a Båstad (eliminata da Kateřina Siniaková). Partecipa all'ultimo torneo prima delle Olimpiadi che si tengono a Montréal. Lì ritorna a giocare in doppio, dopo un anno di assenza, con Roberta Vinci. In singolare batte al primo turno Aleksandra Wozniak, ma si ritira per un problema al collo diverse ore prima dell'incontro suiccessivo contro Karolína Plíšková. In doppio la storica coppia esce al primo turno.
Alle Olimpiadi di Rio de Janeiro cedere nel terzo incontro opposta alla russa Dar'ja Kasatkina. Nel doppio con Vinci si spingono fino ai quarti mancando di un soffio l'accesso alle semifinali contro le ceche Lucie Šafářová e Strýcová.
Esce al primo turno sia a Cincinnati che a New Haven; e così anche agli US Open contro Shelby Rogers. A settembre vola in Cina e prende parte ai tornei di Guangzhou e Wuhan, cogliendo un solo sofferto successo nel primo torneo (dove era prima testa di serie).
In crisi di forma e risultati comunica a fine settembre di interrompere anzitempo questa stagione e, poche settimane dopo, annuncia la conclusione, dopo dodici anni, della sua collaborazione con Pablo Lozano, il coach storico della sua intera carriera. Si allena per tre settimane con Wim Fissette e poi con Michele Montalbini, che è stato il suo primo allenatore, avendola allenata quando aveva dagli 8 ai 15 anni.

### 2017 - La squalifica per doping e il rientro
La stagione inizia con un nuovo problema alla coscia sinistra che la costringe al ritiro dal torneo di Hobart e di Sydney. Ritorna a vincere agli Australian Open contro la giapponese Risa Ozaki, ma riscontra un riacutizzarsi del dolore alla coscia durante il match contro Makarova ed è costretta a ritirarsi (6–2, 4–2 rit.).
Partecipa alla Fed Cup con la nazionale italiana perdendo sia il primo singolare contro Rebecca Šramková sia il secondo contro Daniela Hantuchová, quest'ultimo non giocato al meglio dall'italiana a causa del continuo dolore alla coscia sinistra, che la costringerà a non difendere i punti ottenuti al torneo di Dubai (dove difendeva il titolo) e Acapulco facendola precipitare alla 104ª posizione, fuori dalla top 100 dopo 10 anni di permanenza.

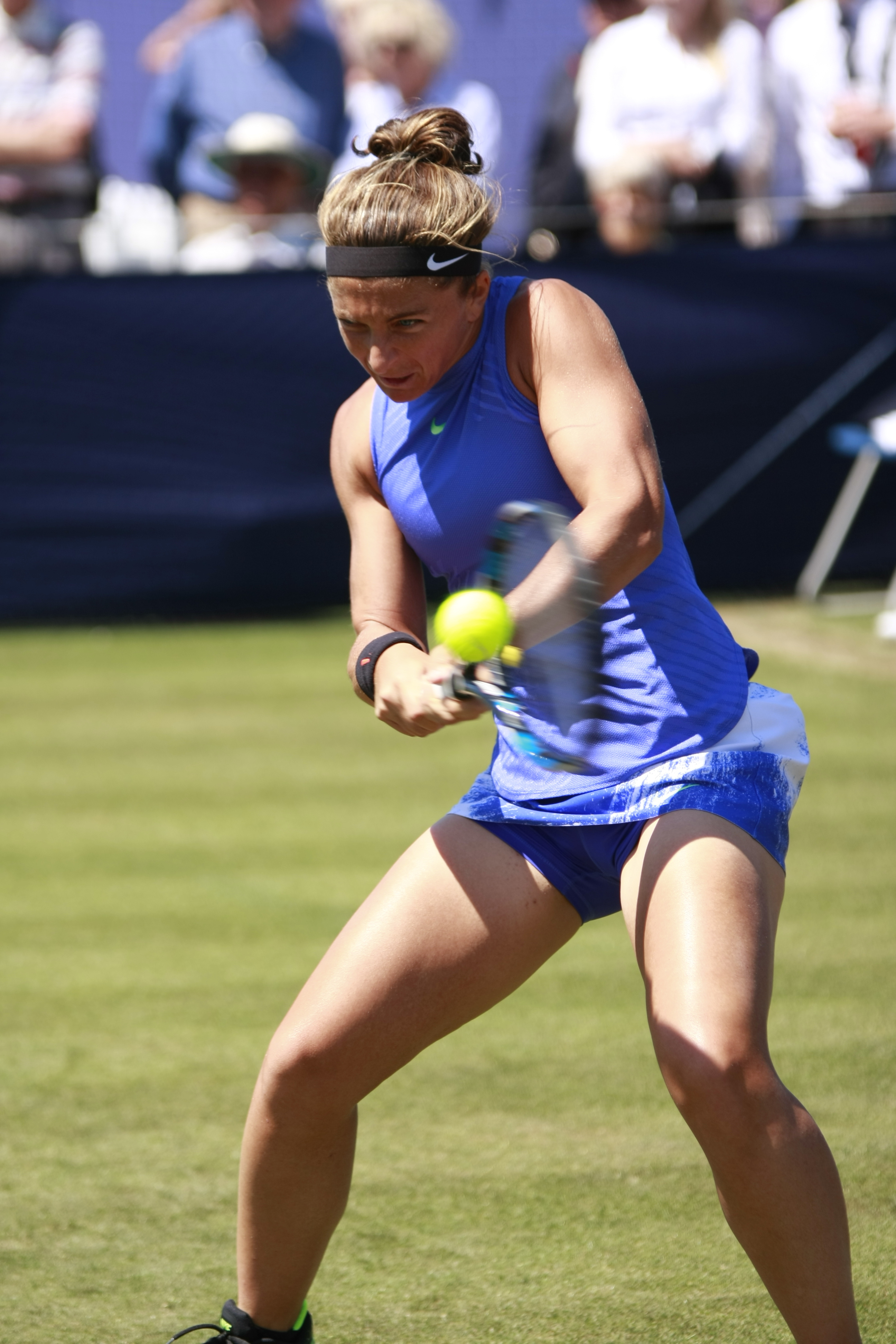
Errani sull'erba di Eastbourne nel 2017

Ad Indian Wells esce al secondo turno contro Strycova, stesso risultato a Miami (contro a Shuai Zhang). Vince per la prima volta due match nel torneo di Bogotà, dove elimina Aleksandrova e Vickery prima di cedere ai quarti a Larsson. Nel play-off di Fed Cup contro Taipei porta due punti alla squadra italiana superando Hsu e Lee. Anche a Istanbul batte una tennista di Tapei, Hsieh, prima di cedere a Elise Mertens. A Rabat trova la prima semifinale di stagione grazie ai successi su Blinkova, Riske e Gavrilova ma viene nettamente superata da Pavljučenkova. Ottiene una wild card per gli Internazionali d'Italia, ma perde al debutto contro la francese Cornet; raggiunge invece i quarti nel doppio insieme a Martina Trevisan. La sua classifica non le consente l'accesso diretto al Roland Garros per una sola posizione; è quindi costretta ai tre turni di qualificazione, durante i quali supera Cakarevic, Kudermetova e Gibbs. Supera anche il primo turno del tabellone principale contro la giapponese Misaki Doi, prima di essere fermata dalla transalpina Mladenovic. Disputa quindi un torneo di categoria 125k a Bol, dove raggiunge i quarti. Di nuovo passando dalle qualificazioni, raggiunge il main draw di Maiorca dove il sorteggio la oppone all'ex compagna di doppio Roberta Vinci.
Perde al primo turno di Wimbledon da Pironkova. Due vittorie e due sconfitte nei tornei di Bastad e Washington precedono l'annuncio della squalifica per doping, che la allontana dai campi da gioco: nel febbraio 2017, infatti, a seguito di un controllo antidoping, viene trovata positiva al letrozolo, sostanza contenuta in un farmaco assunto per anni dalla madre per combattere la recidiva del tumore al seno; nell'agosto 2017 l'ITF la sospende con la pena minima di due mesi (fino al 2 ottobre 2017) riconoscendo che l'ingestione è stata accidentale, a causa di una contaminazione alimentare. L'autorità nazionale antidoping del CONI il 31 agosto 2017 propone l'appello al TAS contro la sentenza. L'udienza del processo di appello, a cui Sara Errani ha partecipato, si è svolta il 9 novembre 2017.
L'11 giugno 2018 il TAS ha riconosciuto anch'esso che l'ingestione è stata accidentale, a causa di una contaminazione alimentare, ma ha accolto parzialmente il ricorso presentato da Nado Italia aumentando la squalifica contro la tennista emiliana di altri otto mesi, senza concedere la retrodatazione prevista dal regolamento ITF (art.10.10.3 del TADP) e applicata in altri svariati casi simili a questo, per cui Errani non ha potuto giocare fino al 9 febbraio 2019. Inoltre è stata anche confermata la sanzione accessoria della cancellazione dei risultati ottenuti, che le ha imposto di pagare 4000 franchi svizzeri per spese legali a Nado Italia. Il GIP di Ravenna ha archiviato definitivamente il procedimento per doping, per mancanza di dolo, il 31 ottobre 2019.
Il rientro, inizialmente programmato per novembre viene anticipato al primo torneo in programma allo scadere del periodo di sospensione (terminato il 2 ottobre), con l'iscrizione alle qualificazioni di Tianjin, che Errani, nel frattempo scesa alla posizione 280 del ranking mondiale, supera. Il primo incontro del tabellone principale dopo la squalifica la vede avversa all'ucraina Kozlova contro la quale si impone facilmente. Seguono due incontri-maratona: contro Haddad Maia (2 ore e 49 minuti) e i quarti contro McHale (3 ore e 11 minuti) attraverso i quali giunge in semifinale, la seconda del 2017, che la vede opposta all'emergente giovane bielorussa Sabalenka contro la quale riesce ad opporre ben poca resistenza cedendo per 6–1, 6–3; un ritorno alla competizione comunque confortante per Errani che, se da una parte risale di circa cento posizioni nel singolare, dall'altra torna anche a conquistare un titolo in doppio dopo oltre due anni e mezzo, in coppia con la rumena Begu. Il suo tentativo di rincorsa a posizioni che possano consentirle l'accesso almeno al tabellone delle qualificazioni degli Australian Open 2018, prosegue con la vittoria nel torneo ITF da 60.000 dollari di Suzhou terzo trofeo ITF in carriera. Dopo le sconfitte al primo turno a Taipei e Honolulu annuncia la fine della collaborazione con l'allenatore Michele Montalbini. A fine stagione figura alla posizione 132 in singolare e 171 in doppio, la più bassa classifica di fine anno di Sara Errani dal 2006.

### 2018 - Ritorno in Top 100 e la nuova squalifica

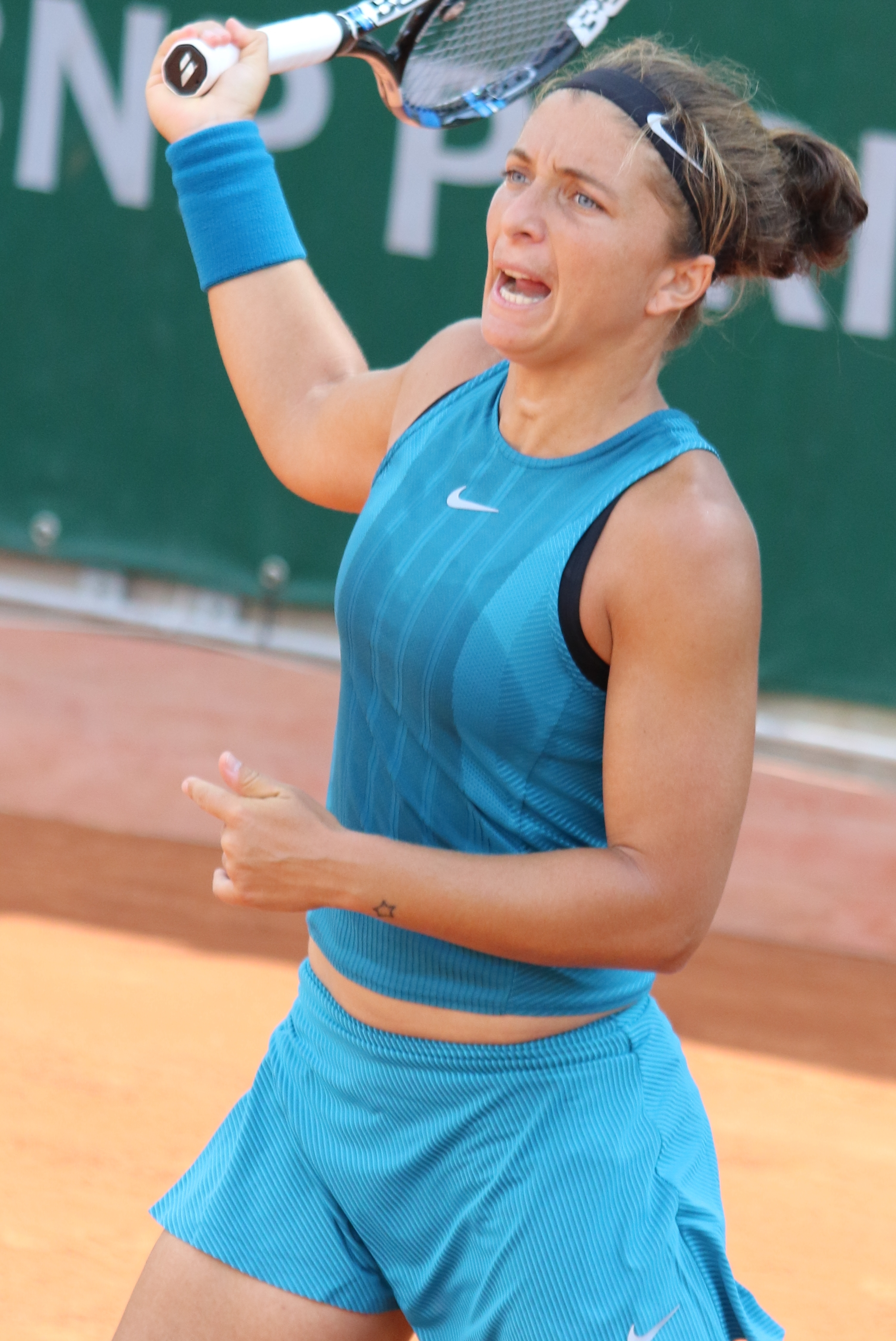
Errani all'Open di Francia 2018

Il rientro nel circuito maggiore arriva con il primo torneo della nuova stagione; le viene concessa una wild card per il torneo di Auckland. L'anno inizia molto bene: infatti se da un lato perde al primo turno in un match molto combattuto contro la Strycova nel torneo di singolare, riesce a trionfare nel torneo di doppio insieme a Bibiane Schoofs battendo in finale l'affermato duo giapponese Hozumi/Katō con un netto 7–5, 6–1. Si tratta della seconda vittoria in doppio in questo torneo dopo quella del 2015.
Il 10 e l'11 febbraio a Chieti rappresenta l'Italia in Fed Cup nell'incontro con la Spagna; vince entrambi i suoi singolari contro Lara Arruabarrena e Carla Suárez Navarro. Alla fine dello scontor l'Italia vincerà per 3-2.
Ottiene la qualificazione per il tabellone principale del torneo di Dubai battendo al turno decisivo la bielorussa Aryna Sabalenka in tre set. Dopo aver superato Lesja Curenko viene fermata da Angelique Kerber. Si presenta alle qualificazioni del Challenger di Indian Wells, torneo della categoria WTA 125s. Approdata al tabellone principale, batte all'esordio la testa di serie numero 5 Jennifer Brady, Kristie Ahn, Danielle Collins e in semifinale Amanda Anisimova, tutte americane, approdando in finale. Qui affronta l'ucraina Kateryna Bondarenko (testa di serie n.4), che batte per 6-4, 6–2 ottenendo il decimo titolo in carriera, e il primo nella categoria WTA 125s, senza perdere neanche un set nel tabellone principale. La vittoria la riporta tra le prime cento del ranking per la prima volta dal luglio 2017.
Prende parte grazie ad una wild card al torneo di categoria "International" di Charleston, dove supera al primo turno la canadese Bouchard, elimina in rimonta la quindicesima testa di serie Bužarnescu per cedere agli ottavi, anche a causa di un problema alla coscia destra, all'americana Bernarda Pera. Grazie a questo risultato risale al secondo posto tra le tenniste italiane, alle spalle di Camila Giorgi. Torna a vestire la maglia della nazionale da numero uno della squadra per i play off di Fed Cup contro il Belgio, ma viene battuta sia da Van Uytvanck che da Mertens. All'Istanbul Cup supera il primo turno ai danni di un'altra belga, Kirsten Flipkens, per affrontare la numero due del mondo Wozniacki, alla quale riesce a strappare solo un set. Errani non incontrava un'avversaria dal ranking così alto dai quarti del Roland Garros del 2015, quando incontrò l'allora numero uno del mondo Serena Williams.
Raggiunge per la prima volta in stagione i quarti di finale a Rabat eliminando Dijas poi la svedese Larsson, ma perdendo di nuovo contro Mertens, numero uno del tabellone.
L'11 giugno 2018 deve fermarsi perché il lodo d'appello del TAS prolunga di otto mesi la squalifica inflittale.

### 2019 - Un difficile rientro
Scontata la squalifica torna in campo in un match ufficiale vestendo la maglia della nazionale nel primo turno di Fed Cup contro la Svizzera a Biel: viene sconfitta nel match d'esordio da Belinda Bencic per 6-2, 7–5; in seguito conquista l'ininfluente punto della bandiera per l'Italia nel doppio, giocato con Trevisan.
Nel mese di febbraio riceve una wild card per il tabellone principale del torneo WTA Premier Five di Dubai dove, al primo turno, viene sconfitta in tre set dalla serba Ivana Jorović.
A marzo tenta la qualificazione al primo Mandatory di stagione di Indian Wells, dove, superata Heater Watson, viene battuta al turno finale dalla svizzera Vögele. Sconfitta nel secondo turno del WTA 125 di Guadalajara, partecipa al Premier di Charleston dove incassa una sonora sconfitta (6–0, 6–1 il risultato) per mano di Mónica Puig subendo un pesante crollo anche a livello di ranking. Fallita sul campo anche la qualificazione a Bogotà, dove al turno decisivo era stata battuta da Jasmine Paolini, viene ripescata e affronta la qualificata Irina Maria Bara, superandola in rimonta, per poi eliminare un'altra qualificata, Bibiane Schoofs, contro la quale, dopo i molti problemi al servizio nei turni precedenti quando aveva realizzato una media di diciotto doppi falli a match, ricorre al servizio dal basso. L'espediente non le è sufficiente per avere la meglio sull'australiana Sharma che la batte ai quarti.
Convocata per il play out contro la Russia di Fed Cup, scende in campo solo nel non fortunato doppio con Paolini, quando la retrocessione italiana ai gruppi zonali era già stata determinata dalle sconfitte nei singolari.
Le successive partecipazioni ai tornei attestano la profonda crisi di risultati di Errani proprio sulla sua superficie preferita, la terra rossa: eliminata al secondo turno di qualificazioni a Rabat, viene poi accreditata al tabellone principale a Roma grazie ad una wild card, ma riesce a racimolare un solo gioco contro la Kužmová; anche a Norimberga viene estromessa al primo turno di qualificazioni, precipitando così ben oltre la trecentesima posizione del ranking.
La prima soddisfazione della stagione arriva in giugno al torneo ITF del Circolo Antico Tiro a Volo di Roma da 60.000 $, dove si aggiudica il titolo battendo in finale per 6-1, 6-4 l'austriaca Barbara Haas.
Tuttavia, se si eccettuano le semifinale nel torneo ITF da 25.000 dollari di Denain, le successive apparizioni restano deludenti: viene infatti eliminata da Vichljanceva al primo turno del WTA 125 di Bastad, nel secondo turno di qualificazioni di Bucarest, al debutto a Palermo (dove era stata ammessa grazie ad una wild card), al primo turno di Nanchang, e nel primo turno di qualificazioni di Guangzhou.
Nell'ultima fase della stagione torna a giocare nel circuito ITF: si aggiudica un titolo in doppio, con Lara Arruabarrena, nel 25.000 $ di Riba-roja de Túria e disputa la seconda finale della stagione, al Centenario Open 60K di Asunción, dove viene battuta in tre set da Elisabetta Cocciaretto, rientrando così nelle prime 200 dal ranking: durante il torneo è tornata a servire prevalentemente dal basso attirandosi critiche alle quali ha risposto personalmente sui social ottenendo la solidarietà di diverse personalità del tennis.

### 2020 - Il ritorno al Roland Garros
Inizia la stagione con il torneo di Auckland, dove viene sconfitta in singolare al secondo turno delle qualificazioni, e al primo turno nel main draw di doppio giocato con Paige Hourigan. Esce subito dalle qualificazioni dell'Australian Open.
Al rientro dopo la sospensione dei tornei a causa della pandemia di Coronavirus ottiene una wild card, in qualità di ex vincitrice, per gli Internazionali di Palermo dove batte in tre set, prima la rumena Cîrstea poi la ceca Kristýna Plíšková, prima di cedere ai quarti alla futura vincitrice del torneo, Fiona Ferro.
Al Roland Garros riesce a superare le qualificazioni: supera, senza mai perdere un set, guadagnandosi l'accesso al tabellone principale. Il primo turno la vede opposta alla campionessa olimpica Mónica Puig che batte per 6-2, 6–1; vittoria che rompe un lungo digiuno dall'ultima vittoria in uno Slam risalente all'Open di Francia 2017. Nel secondo turno affronta la numero 5 del tabellone Kiki Bertens dando vita a una combattutissima battaglia terminata sul 9-7 al terzo set dopo oltre tre ore di gioco: l'emiliana, dopo una buona partenza nel primo set, subisce il ritorno dell'avversaria che, anche approfittando delle difficoltà al servizio di Errani, porta il set al tie-break e lo vince; nel secondo parziale Errani resiste nei suoi turni di servizio e si impone 6-3, ma nel terzo, nonostante l'olandese denunci crampi e problemi fisici, l'italiana non riesce nell'impresa di battere per la sesta volta in carriera la numero otto del mondo e lascia il campo polemizzando con l'avversaria, accusata di avere finto sulla sua reale condizione fisica, tesi poi ribadita in conferenza stampa e smentita da Bertens.

### 2021 - Quarta Olimpiade
Inizia l'anno partecipando al Gippsland Trophy di Melbourne in cui esce subito contro Jeļena Ostapenko. Dopo aver superato le qualificazioni per l'Australian Open batte al primo turno la testa di serie n°30 Wang Qiang. Al secondo turno sfida Venus Williams nel loro quinto confronto diretto: Sara riesce a imporsi per 6–1 6–0 aiutata anche da una distorsione alla caviglia dell'avversaria sull'1-5 che ne ha condizionato l'incontro. Ritorna dunque al terzo turno di uno Slam, per la prima volta dall'US Open 2015, dove trova Hsieh Su-wei, che ha sempre battuto in due parziali nei tre precedenti disputati. Tuttavia questa volta è la taiwanese a prevalere in tre set. Dopo le eliminazioni nelle qualificazioni a Guadalajara, Monterrey e Miami, a Bogotà supera la numero 2 del tabellone Sorribes Tormo e Bolsova negli ottavi, prima di cedere ai quarti a Zidanšek
Il 16 luglio 2021 ottiene la qualificazione ai Giochi olimpici estivi di Tokyo 2020 a causa del ritiro di Martina Trevisan, diventando l'unica italiana nella storia ad avere partecipato a quattro edizioni olimpiche (Pechino 2008 / Londra 2012 / Rio 2016 / Tokyo 2020). All'esordio, la tennista italiana viene eliminata da Anastasija Pavljučenkova piuttosto nettamente.
Dopo quattro anni di assenza torna a giocare agli US Open ma perde al debutto contro la Aleksandrova; in coppia con Carla Suárez Navarro, che affronta il suo ultimo torneo in carriera, esce al primo turno anche in doppio. Stessa sorte nell'ultimo torneo di stagione, a Portorose, dove viene eliminata dall'ucraina Kalinina. Chiude la stagione alla posizione 118 del ranking WTA.

### 2022 - I primi titoli WTA 125 in singolo e in doppio.

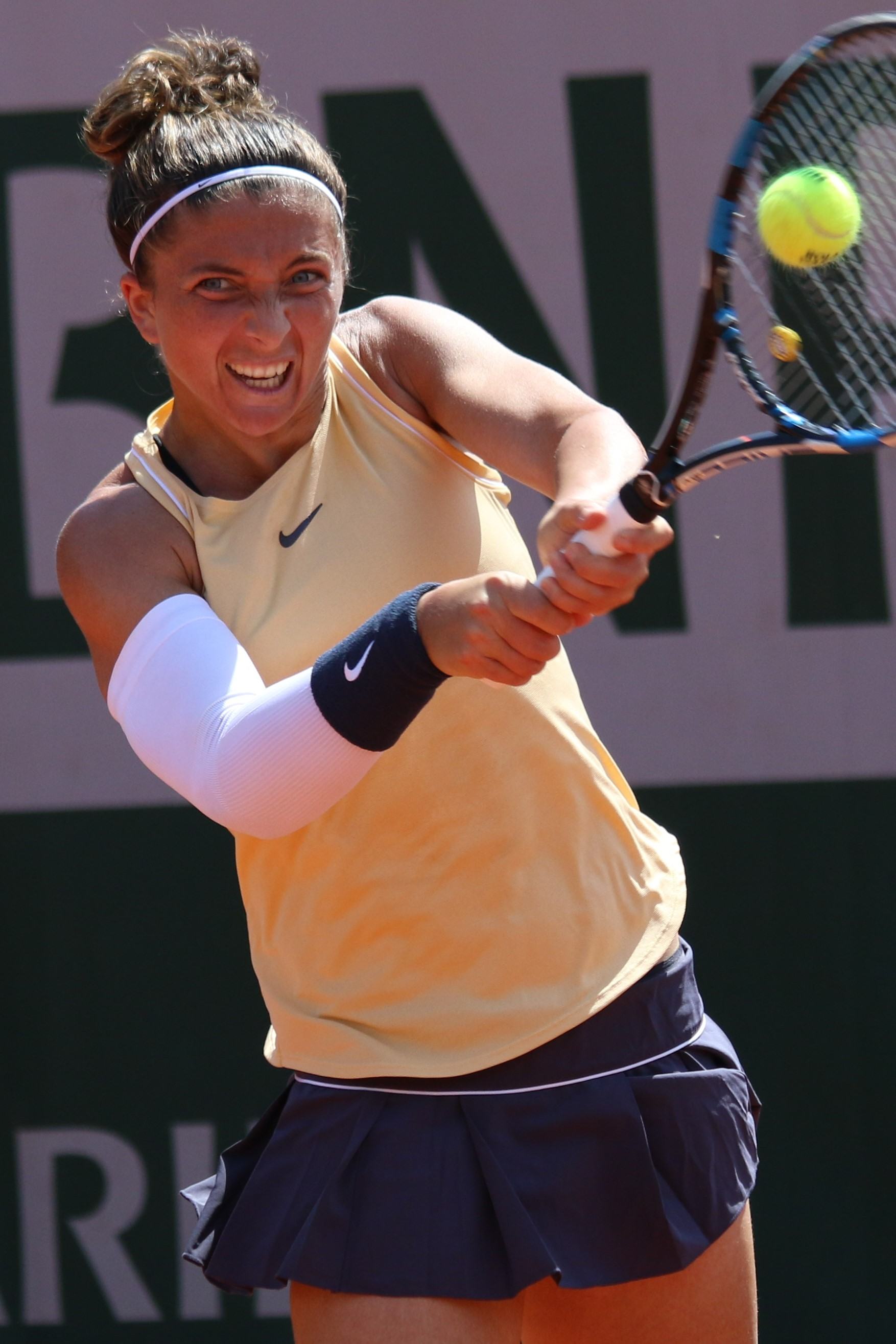
Errani all'Open di Francia 2022

In apertura di stagione torna a disputare una finale WTA in doppio dopo quattro anni al Melbourne Summer Set: in coppia con Jasmine Paolini giunge infatti al match decisivo del torneo contro Pegula e Muhammad, perdendo la finale in due set.
In singolare bisogna attendere il torneo di Monterrey per rivedere Errani conquistare il tabellone principale di un torneo WTA; qui, battute McNally e Bronzetti nelle qualificazioni, perde al primo turno contro Bouzková in tre set. Il primo match vinto in un torneo WTA è quello di primo turno a Bogotà contro Vögele; al turno successivo viene sconfitta dall'ucraina Jastrems'ka.
Dopo l'eliminazione nel secondo turno delle qualificazioni del Roland Garros, a causa della perdita di posizioni nel ranking, partecipa ad una serie di tornei ITF e WTA 125 raggiungendo la finale nella prima edizione del Veneto Open di Gaiba nella quale viene battuta da Alison Van Uytvanck. A distanza di quattro anni da quello conquistato a Indian Wells, vince il secondo titolo in carriera in un torneo della stessa categoria a Contrexeville per 6–4, 1–6, 7–6(4), nella finale contro l'ungherese Gálfi.
In seguito perde al debutto a Palermo, dove le era stata concessa una wild card ma supera le qualificazioni a Varsavia, torneo nel quale vince al primo turno contro Arantxa Rus prima di essere costretta al ritiro nel match successivo contro l'ucraina Baindl. Nell'ultimo tratto di stagione gioca esclusivamente tornei WTA 125 e ITF: pur non ottenendo risultati di particolare rilievo (si segnalano le semifinali nel 125 di Bucarest e nel 60K di Monastir) e restando fuori dalle prime cento del ranking WTA, chiude la stagione con la migliore posizione dal 2018 (n.109).
In doppio a novembre vince il primo titolo 125 in carriera a Buenos Aires in coppia con la rumena Bara.

### 2023 - Rientro in top 100, ventottesimo titolo WTA in doppio
Dopo un inizio di stagione deludente, riesce finalmente a superare le qualificazioni al quarto torneo disputato, a Linz, dove si arrende a Anna-Lena Friedsam. Tra la fine di febbraio e inizio marzo prende parte all'ITF 60k di Arcadia. Raggiunge la semifinale, dove supera con qualche difficoltà la giovane Petra Marčinko (6–0, 3–6, 7–5). Si aggiudica il titolo senza disputare la finale dopo il walkover di Arantxa Rus. Il giorno seguente, dopo più di quattro anni (15 ottobre 2018), rientra nella top 100 del ranking mondiale, alla posizione n°97. Conquista la quarta finale in carriera in un WTA 125 a San Luis Potosí dove cede alla numero uno del tabellone Elisabetta Cocciaretto su tre set. Torna a disputare il WTA 1000 di Madrid dopo quattro anni di assenza superando nelle qualificazioni Mladenovic e Burrage prima di venire sconfitta al primo turno da Kovinić.
Raggiunge la semifinale sia nel singolare sia nel doppio della prima edizione del 125K di Firenze. Grazie ai miglioramenti in classifica ottenuti nella prima parte della stagione torna a giocare un torneo Slam, il primo dagli US Open 2021, a Parigi, sconfiggendo in singolare la svizzera Teichmann al primo turno nella prima vittoria Slam dagli Australian Open 2021, seguita dalla sconfitta contro Begu, e giocando in coppia con Mattek-Sands vengono sconfitte dalla coppia poi finalista del torneo Fernandez/Townsend. Sull'erba raggiunge il secondo turno a Bad Homburg e perde al primo turno a Wimbledon, dove torna in tabellone per la prima volta dal 2017, contro Madison Brengle.
Il 21 ottobre torna ad aggiudicarsi un titolo WTA in doppio a distanza di cinque anni, conquistando con la connazionale Jasmine Paolini il Jasmin Open di Monastir in virtù del successo in finale per 2–6, 7–6(4), [10–6] contro Mai Hontama/Natalija Stevanović.
Nell'ultima parte di stagione raggiunge la finale nel WTA 125 di Bucarest e nell'ITF da 100.000 dollari di Les Franqueses del Vallés, senza riuscire a conquistare il titolo; riesce invece a vincere il torneo di doppio nel WTA 125 di Florianópolis, in coppia con la francese Jeanjean per 7–5, 3–6, [10–7] contro la coppia Julia Lohoff/ Conny Perrin.

### 2024 - Finale al Roland Garros, Career Golden Slam e Finals in doppio; US Open in doppio misto; vittoria in Billie Jean King Cup

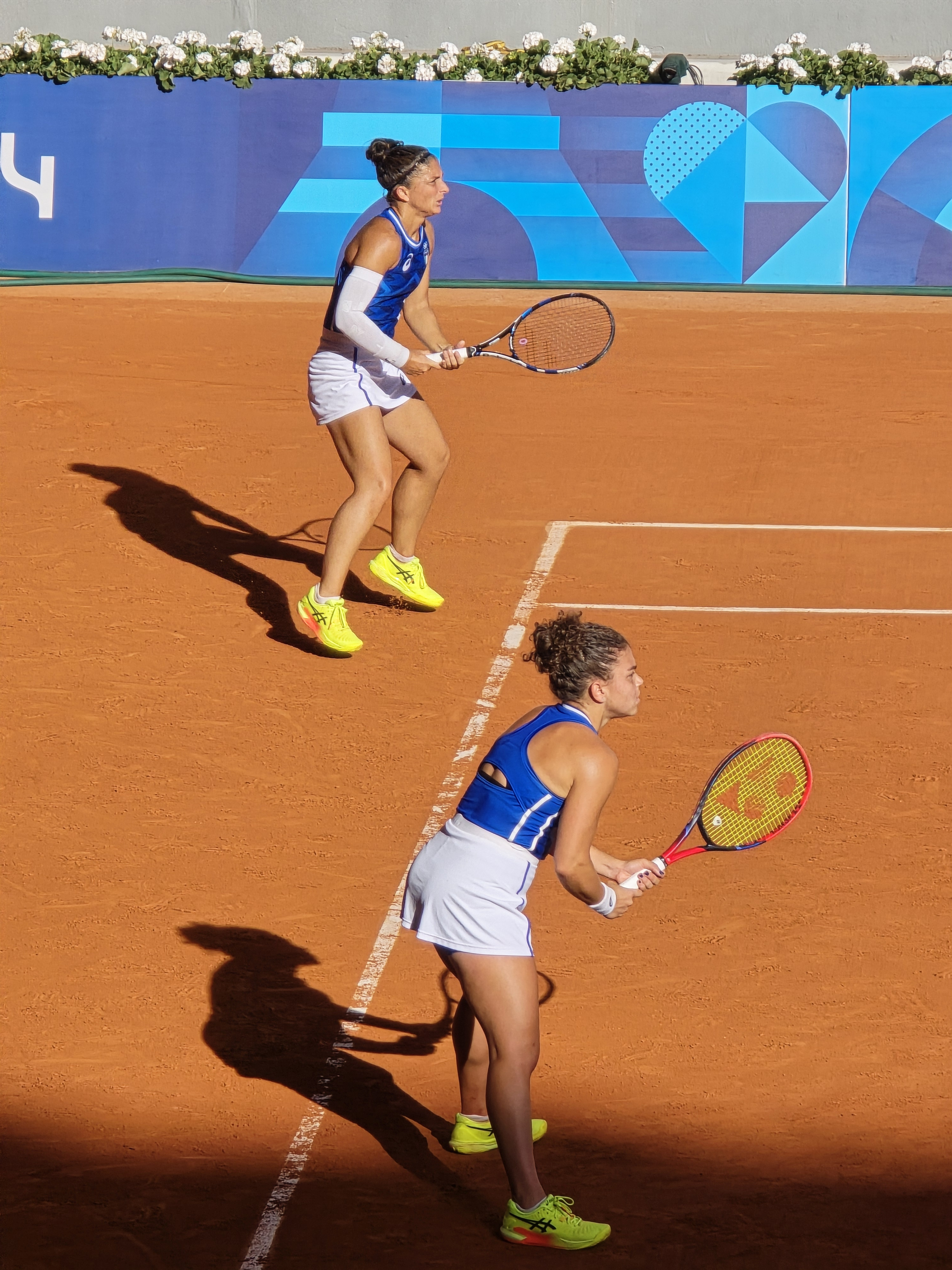
Errani (in alto) e Jasmine Paolini durante il vittorioso torneo olimpico di doppio femminile a

Inizia l'anno partecipando, nel mese di gennaio, agli Internazionali di Canberra dove viene eliminata al primo turno dalla diciassettenne australiana Maya Joint. Prende parte all'Australian Open dove esce di scena al primo turno contro la padrona di casa Hunter (4-6 3-6). In doppio, assieme a Paolini, giunge al terzo turno dove si arrende alla coppia che vincerà il titolo Hsieh/Mertens. A Linz, dopo aver superato le qualificazioni, viene battuta dalla campionessa in carica Potapova al primo turno. Nel doppio in coppia con Paolini si aggiudica il titolo battendo le teste di serie n°1 Nicole Melichar-Martinez/Ellen Perez: si tratta del primo titolo di categoria superiore ad un WTA250 o International vinto dopo quasi dieci anni dal trionfo di Montreal. La settimana successiva a Cluj-Napoca torna a disputare un quarto di finale nel circuito maggiore dopo quasi tre anni superando McNally e la numero due del torneo Maria venendo poi battuta dalla Plíšková. Esce di scena nel doppio, assieme alla Paolini, a Doha al primo turno. Partecipa in singolare al torneo di Indian Wells dove riesce a superare le qualificazione così da entrare nel tabellone principale (che gioca per la prima volta dal 2017 e dove viene battuta da Ōsaka). Prende parte, sempre in coppia alla Paolini, al doppio nel torneo di Miami dove si spingono fino alla semifinale venendo battute dalla coppia di casa composta dalla Kenin e dalla Mattek-Sands.
Nella stagione su terra riesce a raggiungere la semifinale, la prima dal 2017 a livello WTA, a Bogotà grazie ai successi su Starodubtseva, Sorribes Tormo, numero tre del torneo, e Bara prima della sconfitta con Camila Osorio che poi vincerà il torneo. Viene sconfitta al primo turno del torneo di Stoccarda (dove riesce a strappare un solo gioco alla compagna di doppio Paolini) e partecipa anche al 1000 di Madrid, dove supera anche il primo turno, battendo in rimonta Wozniacki prima di perdere contro la numero 11 del torneo Haddad Maia. Nel singolare a Roma batte prima la Anisimova per poi perdere contro la Svitolina. Per quanto riguarda il doppio, sempre insieme alla Paolini, conquista il titolo battendo in finale la coppia Coco Gauff-Erin Routliffe tornando finalmente al successo nel torneo di casa dopo la prima vittoria nel 2012. Esclusa dall'ammissione diretta al Roland Garros per un solo posto vi accede superando i tre turni di qualificazione e poi vincendo il match di primo turno su Schmiedlová e confermando il secondo turno del 2023 dove viene però sconfitta dalla Navarro per 6-2, 7-5. In doppio con la Paolini raggiunge la nona finale Slam in carriera, a dieci anni dall'ultima finale vinta con Roberta Vinci a Wimbledon, nell'occasione le italiane sono state sconfitte per 7-6, 6-3 da Gauff e Siniaková.
Inizia la stagione sull'erba in cui prende parte al WTA125 di Gaiba in cui si spinge fino alla semifinale in cui verrà sconfitta dalla Pera. Esce al primo turno sia in doppio con Paolini al torneo di Eastbourne che in singolare a Wimbledon. Invece nel doppio a Wimbledon, assieme alla Paolini, si spingono fino agli ottavi in cui verranno sconfitte dalla coppia Gauff/Pegula. Prende parte anche al doppio misto a Wimbledon assieme ad Andrea Vavassori con cui esce al primo turno.
Inizia quindi il periodo di preparazione per l'Olimpiade imminente di Parigi che vede Errani sconfitta al primo turno al WTA125 di Palermo da Zheng Qinwen; avversaria che affronterà anche al primo turno del singolare dei Giochi olimpici di Parigi perdendo per 6-0, 6-0. Prende parte al doppio con la connazionale Paolini e, il 4 agosto, vince la medaglia d'oro ai Giochi Olimpici di Parigi; la prima nella storia del tennis italiano battendo in finale la coppia composta dalle russe Mirra Andreeva e Diana Šnaider con un punteggio di 2-6, 6-1, [10-7]; riuscendo così a completare il Career Golden Slam. Partecipa anche al doppio misto, sempre con Vavassori, con cui esce al secondo turno contro Wesley Koolhof e Demi Schuurs.
Per quanto riguarda lo swing Americano sul cemento perde al secondo turno del torneo di doppio di Cincinnati sempre con la Paolini. Prende poi parte al singolare dello US Open, raggiungendo la quota di cinquanta partecipazioni in tornei slam in singolare e avanzando fino al terzo turno, dove viene sconfitta dalla Snaider. Per quanto riguarda il doppio femminile verrà eliminata, con la Paolini, al secondo turno. Partecipa al doppio misto dove il 5 settembre, in coppia con Andrea Vavassori, vince Us Open battendo la coppia Taylor Townsend e Donald Young. I due diventano così la prima coppia di doppio misto a vincere uno Slam nella storia del tennis italiano, nonché i primi italiani in generale a vincere il doppio misto dopo Raffaella Reggi. Il 6 ottobre vince il secondo titolo WTA 1000 di doppio in coppia con Jasmine Paolini battendo nella finale del China Open di Pechino la coppia formata da Hao-ching/Kudermetova. La coppia italiana si qualifica per le Finals di Riad: per Errani si tratta di un ritorno dieci anni dopo l'ultima partecipazione con Vinci. Dopo l'esordio vincente su Dolehide e Krawczyk, il doppio italiano, dopo aver avuto un match point in entrambi gli incontri, perde sia contro la future vincitrici del torneo Dambrowski e Routliffe che contro Chan Hao-ching e Kudermetova, venendo così eliminate nel girone. Errani chiude la stagione alla posizione 105 del ranking di singolare e all'ottavo posto di quella di doppio.
Dopo essere stata cinque anni fuori dal giro della nazionale, torna ad essere convocata per la Billie Jean King Cup 2024: il 20 novembre 2024 si laurea per la quarta volta campionessa del mondo, giocando gli incontri decisivi di doppio, sempre in coppia con Jasmine Paolini, contro il Giappone ai quarti e la Polonia in semifinale.

### 2025 - Trionfo nel doppio al Roland Garros, Doha e Roma e successo nel doppio misto ad Indian Wells e Parigi
Insieme a Jasmine Paolini, vince il doppio del Qatar Ladies Open battendo in finale la coppia Jiang/Wu e conquistando il loro terzo WTA 1000. In coppia con Andrea Vavassori, dopo aver trionfato agli US Open, conquista il doppio misto ad Indian Wells superando in finale la coppia Mattek-Sands/Pavić in un'ora e 36 minuti di gioco e dopo aver rimontato un set di svantaggio. Il 18 maggio la coppia Paolini-Errani vince per il secondo anno di seguito il torneo di doppio degli Internazionali d'Italia (quarto titolo WTA 1000 complessivo per la coppia) a Roma, battendo questa volta Veronika Kudermetova e Elise Mertens per 6-4 7-5, dopo aver rimontato un parziale di 0-4 in entrambi i set. 
Con la sconfitta al secondo turno delle qualificazioni al Roland Garros contro la tedesca Anna-Lena Friedsam, termina la carriera da singolarista per continuare il cammino nel doppio e nel doppio misto. Vince entrambe: nel doppio misto insieme a Vavassori battendo in finale gli americani King/Townsend con il punteggio di 6–4, 6–2, mentre nel doppio femminile insieme a Paolini s'impone nel terzo set sulla coppia Danilina / Krunic con il punteggio di 6–4, 2–6, 6–1 conquistando lo slam parigino perdendo solo un set, quello in finale nel loro percorso al titolo. Per Errani si tratta del secondo titolo a Parigi dopo aver vinto nel 2012 in coppia con Roberta Vinci.

## Caratteristiche tecniche
Destrorsa, con rovescio a due mani, ha uno stile di gioco regolarista. La sua impugnatura è di tipo western, il suo colpo preferito è il diritto. La superficie che meglio esalta le sue qualità è la terra rossa, mentre la superficie dove si trova meno a suo agio è l'erba. Il gioco di Sara Errani è principalmente difensivo. Errani cerca di limitare al massimo gli errori gratuiti, costringendo le avversarie a scambi lunghi e provocandone spesso gli errori. Carattere e determinazione sono le sue doti peculiari, mentre la resistenza fisica e la volontà di non mollare mai la rendono un osso duro per tutte le avversarie. Errani si esalta principalmente in fase di risposta in cui è una delle migliori nel circuito, riuscendo a vincere oltre il 54% dei suoi turni di risposta. Pur non essendo in possesso di un servizio potente, è stata per tre anni in vetta alla classifica delle giocatrici WTA con una percentuale di prime di servizio di oltre il 90%; peraltro le avversarie cercano di sfruttare questa debolezza del servizio in risposta, soprattutto sulle superfici più rapide, come l'erba ed il cemento.
Ha tentato, nel corso degli anni, di variare la tecnica al servizio, senza però ottenere miglioramenti sostanziali nel rendimento alla battuta, anche a causa di un problema all'articolazione della spalla. Gli incontri di Errani sono spesso "alla rovescia". Sovente infatti durante le sue partite la fase di risposta diviene più importante di quella al servizio. È capace di adottare molte variazioni di gioco, dalle smorzate ai chip and charge. La palla corta in particolare è divenuta nel tempo uno dei colpi risolutivi nel gioco di Errani. Nel corso della sua carriera di doppio, durante la lunga collaborazione con Roberta Vinci, ha potuto sfruttare appieno le sue doti nel gioco a rete, divenendone una delle più abili interpreti del circuito.

## Statistiche

### Singolare

#### Finali del Grande Slam

##### Perse (1)
| Anno | Torneo                  | Superficie  | Avversaria in finale | Risultato |
| ---- | ----------------------- | ----------- | -------------------- | --------- |
| 2012 | Open di Francia, Parigi | Terra rossa | Marija Šarapova      | 3–6, 2–6  |

### Doppio

#### Finali del Grande Slam

##### Vinte (6)
| Anno | Torneo                         | Superficie  | Compagna        | Avversarie in finale             | Punteggio     |
| ---- | ------------------------------ | ----------- | --------------- | -------------------------------- | ------------- |
| 2012 | Open di Francia, Parigi        | Terra rossa | Roberta Vinci   | Marija Kirilenko Nadia Petrova   | 4–6, 6–4, 6–2 |
| 2012 | US Open, New York              | Cemento     | Roberta Vinci   | Andrea Hlaváčková Lucie Hradecká | 6–4, 6–2      |
| 2013 | Australian Open, Melbourne (1) | Cemento     | Roberta Vinci   | Ashleigh Barty Casey Dellacqua   | 6–2, 3–6, 6–2 |
| 2014 | Australian Open, Melbourne (2) | Cemento     | Roberta Vinci   | Ekaterina Makarova Elena Vesnina | 6–4, 3–6, 7–5 |
| 2014 | Torneo di Wimbledon, Londra    | Erba        | Roberta Vinci   | Tímea Babos Kristina Mladenovic  | 6–1, 6–3      |
| 2025 | Open di Francia, Parigi        | Terra rossa | Jasmine Paolini | Anna Danilina Aleksandra Krunić  | 6–4, 2–6, 6–1 |

##### Perse (4)
| Anno | Torneo                      | Superficie  | Compagna        | Avversarie in finale              | Punteggio     |
| ---- | --------------------------- | ----------- | --------------- | --------------------------------- | ------------- |
| 2012 | Australian Open, Melbourne  | Cemento     | Roberta Vinci   | Svetlana Kuznecova Vera Zvonarëva | 7–5, 4–6, 3–6 |
| 2013 | Open di Francia, Parigi (1) | Terra rossa | Roberta Vinci   | Ekaterina Makarova Elena Vesnina  | 5–7, 2–6      |
| 2014 | Open di Francia, Parigi (2) | Terra rossa | Roberta Vinci   | Hsieh Su-wei Peng Shuai           | 4–6, 1–6      |
| 2024 | Open di Francia, Parigi (3) | Terra rossa | Jasmine Paolini | Coco Gauff Kateřina Siniaková     | 6(5)–7, 3–6   |

### Doppio misto

#### Finali del Grande Slam

##### Vinte (2)
| Anno | Torneo                  | Superficie  | Compagno         | Avversari in finale          | Punteggio   |
| ---- | ----------------------- | ----------- | ---------------- | ---------------------------- | ----------- |
| 2024 | US Open, New York       | Cemento     | Andrea Vavassori | Taylor Townsend Donald Young | 7–6(0), 7–5 |
| 2025 | Open di Francia, Parigi | Terra rossa | Andrea Vavassori | Taylor Townsend Evan King    | 6–4, 6–2    |

#### Risultati in progressione nei tornei dello Slam
| Sigla | Risultato               |
| ----- | ----------------------- |
| V     | Vincitore               |
| F     | Finalista               |
| SF    | Semifinalista           |
| O     | Oro olimpico            |
| A     | Argento olimpico        |
| SF    | Bronzo olimpico         |
| QF    | Quarti di Finale        |
| 4T    | Quarto turno            |
| 3T    | Terzo turno             |
| 2T    | Secondo turno           |
| 1T    | Primo turno             |
| RR    | Round Robin             |
| LQ    | Turno di qualificazione |
| A     | Assente                 |
| ND    | Non disputato           |

| Legenda superfici    |
| -------------------- |
| Cemento              |
| Terra battuta        |
| Erba                 |
| Superficie variabile |

| Torneo             | 2007 | 2008 | 2009 | 2010 | 2011 | 2012 | 2013 | 2014 | 2015 | 2016 | 2017 | 2018 | 2019 | 2020 | 2021 | 2022 | 2023 | 2024 | Titoli | V-S   |
| ------------------ | ---- | ---- | ---- | ---- | ---- | ---- | ---- | ---- | ---- | ---- | ---- | ---- | ---- | ---- | ---- | ---- | ---- | ---- | ------ | ----- |
| Grande Slam        |      |      |      |      |      |      |      |      |      |      |      |      |      |      |      |      |      |      |        |       |
| Australian Open    | A    | 1T   | 3T   | 3T   | 1T   | QF   | 1T   | 1T   | 3T   | 1T   | 2T   | Q3   | A    | Q1   | 3T   | Q1   | Q1   | 1T   | 0 / 12 | 13-12 |
| Roland Garros      | A    | 1T   | 1T   | 1T   | 2T   | F    | SF   | QF   | QF   | 1T   | 2T   | 1T   | A    | 2T   | Q2   | Q2   | 2T   | 2T   | 0 / 14 | 24-14 |
| Wimbledon          | A    | 1T   | 2T   | 3T   | 2T   | 3T   | 1T   | 1T   | 2T   | 2T   | 1T   | A    | A    | ND   | Q1   | Q1   | 1T   | 1T   | 0 / 12 | 8–12  |
| US Open            | 2T   | 2T   | 3T   | 3T   | 1T   | SF   | 2T   | QF   | 3T   | 1T   | A    | A    | A    | A    | 1T   | Q1   | Q1   | 3T   | 0 / 12 | 20–12 |
| Vittorie-Sconfitte | 1–1  | 1–4  | 5–4  | 6–4  | 2–4  | 17–4 | 6–4  | 8–4  | 9–4  | 1–4  | 2–3  | 0–1  | 0–0  | 1–1  | 2–2  | 0–0  | 1–2  | 3–4  | 0 / 50 | 65-50 |